# Batterie d'artillerie de Longues-sur-Mer
La batterie d'artillerie de Longues-sur-Mer (en allemand Marineküstenbatterie Longues-sur-Mer) est l'une des batteries de tir du mur de l'Atlantique construit par le Troisième Reich pendant la Seconde Guerre mondiale. Elle est située sur la commune littorale de Longues-sur-Mer dans le Calvados.
Le site comprenait 4 canons de marine de 150 mm de longue portée, chacun protégé par une casemate en béton armé, et différentes installations pour les servir et les défendre. Située dans la zone du débarquement allié en Normandie, entre les plages d'Omaha Beach et de Gold Beach, la batterie fut soumise à d'intenses bombardements aériens puis navals l'empêchant d'entrer pleinement en action le jour J et fut prise dès le lendemain par les troupes britanniques.
Classée Monument historique, elle est aujourd'hui dans un bon état de conservation. Le site est aménagé et est devenu un lieu de passage fréquenté lors des visites des sites du débarquement.

## Situation

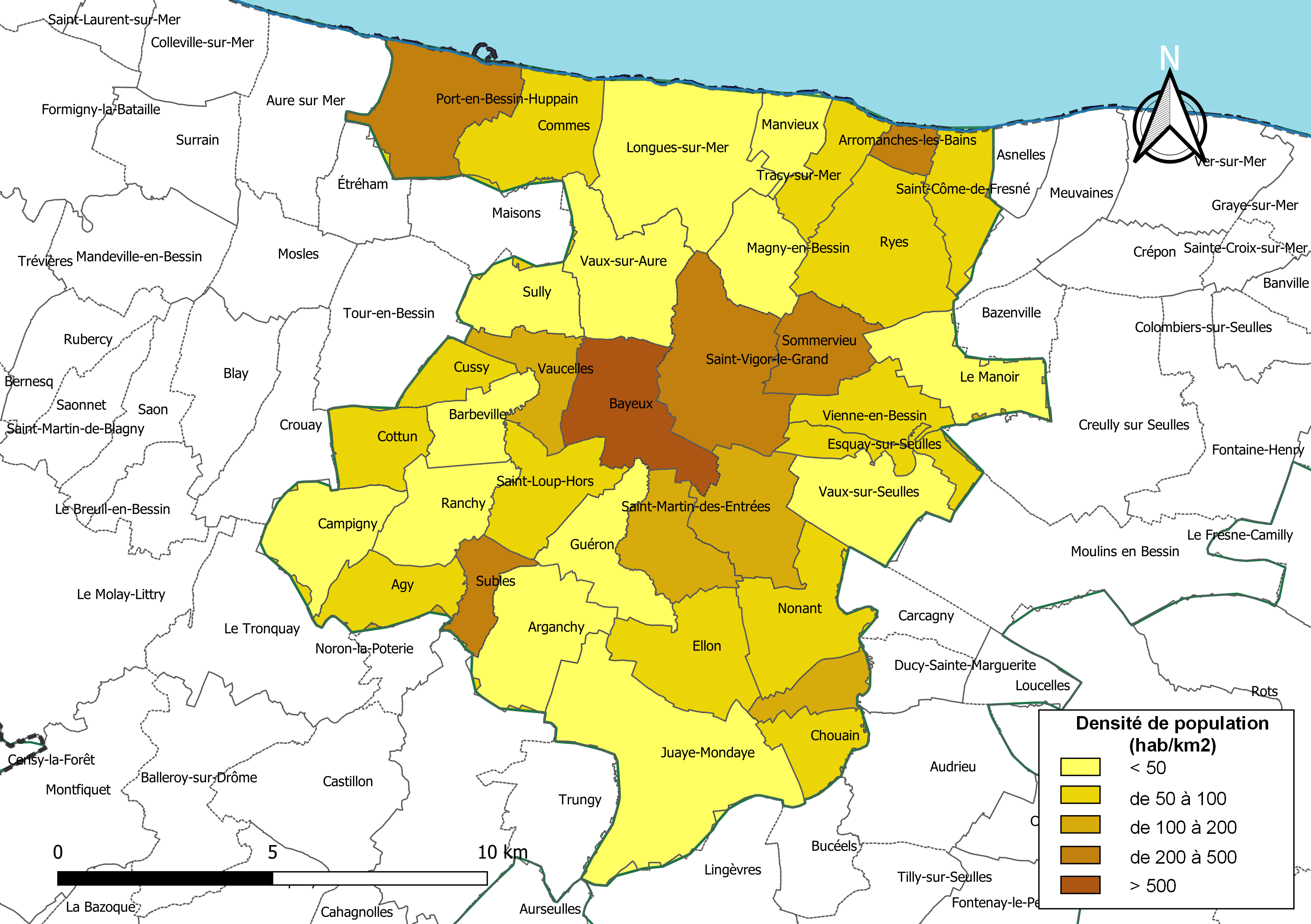
Carte de Bayeux Intercom.

Ce point de fortification est nommé Wn 48. Wn est l'abréviation de Widerstandsnest (nid de résistance) et les chiffres pour le numéro du secteur ; ils sont donc à suivre d'Est à l'Ouest et du Nord au Sud. La plupart de ces infrastructures sont toujours présentes aujourd'hui,,.
Wn 48 se tient sur un plateau sans arbres, au sommet d'une falaise d'une altitude de 65 mètres, à environ 450 mètres du rivage. Elle se situe dans l'actuelle communauté de communes de Bayeux Intercom, à mi-chemin entre Port-en-Bessin à l'ouest et Arromanches-les-Bains à l'est, ainsi qu'à 8 kilomètres au nord de Bayeux.
Le secteur Wn 48 succède au point de fortification Wn 44 situé sur le littoral de la commune de Tracy-sur-Mer dans le hameau de La Brèche, à l'Ouest d'Arromanches-les-Bains. Wn 48 est suivi par les secteurs Wn 50 et Wn 50a, situés respectivement à Vaux-sur-Aure, à 4 300 mètres à vol d'oiseau au Sud de la batterie de Longues et dans le centre-ville de Bayeux. Wn 50 disposait également d'une batterie d'artillerie mais moins importante, et Wn 50a d'un bunker de type Regelbau 639. Wn 51, sur la commune de Longues-sur-Mer, est au Nord-Ouest du hameau du Mesnil, près de l'ancien sémaphore Languste. Celui-ci disposait de l'un des trois radars Freya du secteur ainsi que de quelques petites fortifications bétonnées,. Le secteur Wn 49 n'est actuellement pas localisé, tout comme les Wn 47, 46 et 45.

## Préambule
Le 6 juin 1944, lorsque débute le débarquement de Normandie, les défenses allemandes ne peuvent pas empêcher les Alliés de prendre pied sur les plages et d'établir des têtes de pont. Le mur de l'Atlantique, censé repousser l'assaut, ne résiste que quelques heures, à l'exception du secteur d'Omaha Beach. Outre des défenses sur les plages ou juste aux abords destinées à empêcher le débarquement de troupes, les défenses allemandes comprenaient également plusieurs batteries de tir de longue portée, disposées le long du littoral, plus ou moins en arrière de celui-ci, et chargées d'empêcher l'approche des navires et des barges alliés mais pouvant également tirer sur les plages.
La Marineküstenbatterie (MKB) de Longues-sur-Mer était l'une des douze batteries de ce type susceptibles d'atteindre, le jour J, les plages de débarquement ou les navires alliés au large.

## Historique

### Contexte et construction

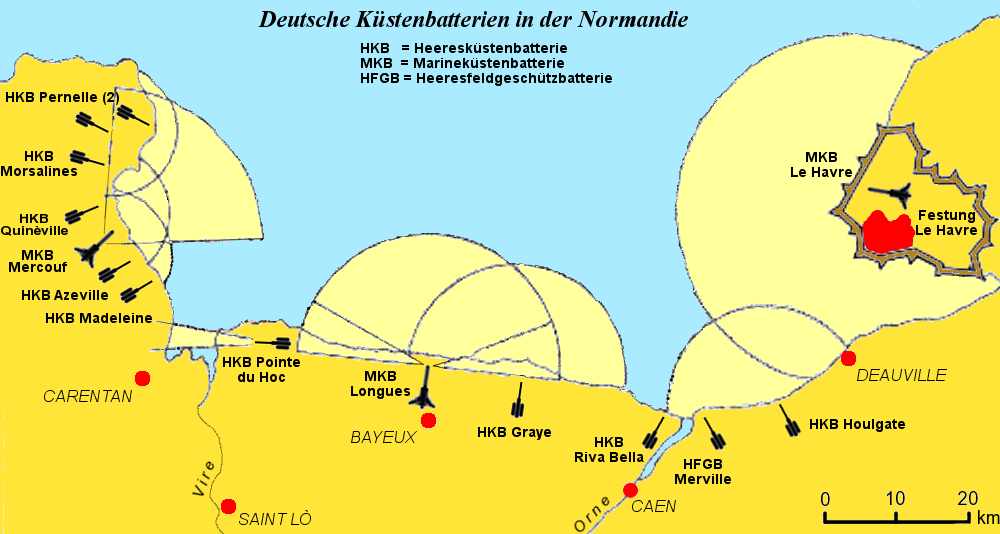
Plan des batteries allemandes en Normandie avec leurs portées et angles de tirs. Celle de Longues-sur-Mer est au centre.

Durant la Seconde Guerre mondiale, les Allemands construisent, quelque temps après leur arrivée en Normandie prise en juin 1940, des ouvrages militaires fortifiés sur la côte, sous maîtrise d'ouvrage de l'Organisation Todt faisant partie du mur de l'Atlantique, qu'ils nomment sur plusieurs positions différentes.
La batterie d'artillerie côtière de Longues-sur-Mer a été réfléchie à partir de novembre 1943,. Certaines parties du mur de l'Atlantique ont cependant été construites bien plus tôt, telles que le secteur choisi pour la future batterie d'artillerie. L'un des blockhaus déjà présents porte la date de décembre 1942,.

#### Les premières constructions et garnisons
Le premier point d'appui défensif des côtes de Longues-sur-Mer est construit et tenu par la 323. ID (323e division d'infanterie de la Wehrmacht) à partir de mai 1941. Celui-ci, très modeste, est seulement équipé de deux mitrailleuses Maschinengewehr 34. Elle est codée Wn 22 (Widerstandsnest, nid de résistance en français).

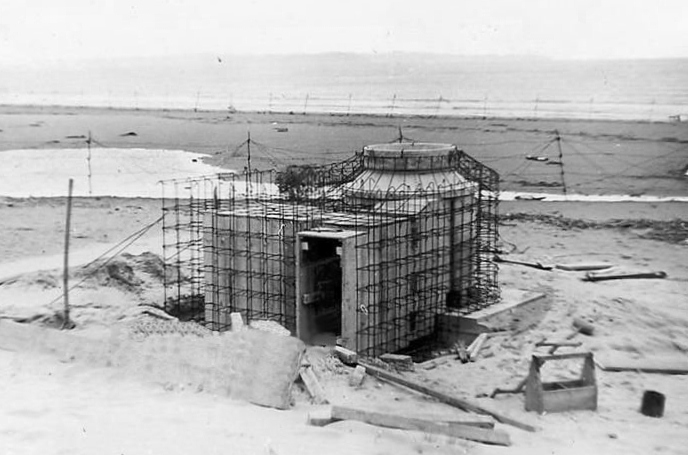
Construction d'un bunker de type tobrouk.

En mai 1942, la division actuelle est remplacée par la 716. ID. En plus des deux mitrailleuses, un mortier de 5 cm est ajouté ainsi qu'un projecteur portatif afin de surveiller les falaises de nuit. À la fin de l'automne, il est décidé de renforcer le site et ainsi d'y construire des ouvrages bétonnée afin de mieux protéger les hommes et matériels. Pour loger les mitrailleuses, deux tobrouks Vf 58c sont construits, et pour le mortier, un tobrouk Ic 124, disposant d'une salle en plus pour le stockage de matériel. Celui-ci est achevé le 26 décembre 1942, comme l'atteste une gravure faite dans le béton lors de sa construction. Ces trois structures, séparées d'environ 80 m chacune, sont reliées entre elles par des tranchées et entourées d'un réseau de barbelé et de champs de mines terrestres. Les champs sont constitués de mines antipersonnel et antichars. Ce point d'appui est occupé par un petit groupe de dix soldats commandés par un sous-officier.
Au début de 1943, la numérotation des points d'appuis des côtes normandes changent à la suite de la création de nouveaux ouvrages défensifs, qui devient plus dense sur la côte. Le Wn 22 est renommé Wn 48, cependant l'organisation ne change pas,.

#### Construction de la batterie d'artillerie
En novembre 1943 est prise la décision d'installer une nouvelle batterie d'artillerie près du village de Longues-sur-Mer. Cet emplacement en hauteur permet de pouvoir avoir un visuel sur les communes littorales proches, Port-en-Bessin et Arromanches-les-Bains ainsi que de leurs plages. La portée des quatre canons permettrait à la batterie de prendre sous ses feux Omaha Beach et Gold Beach ainsi que les navires au large sur environ 20 km,. Le site est étudié le 11 novembre par les services allemands de géologie,.
Le 15 décembre, le site est acté et les travaux de déblaiement commencent par une compagnie du génie avec des excavatrices. De grands terrassements sont effectués sur le terrain afin de pouvoir y loger les futures casemates et bunkers. En quelques jours, les dalles de béton des quatre futures casemates de tirs sont coulées.
Début janvier 1944, l'Organisation Todt charge l'entreprise allemande Wiener & Trachte des travaux de construction des casemates. Cependant, en raison du manque d'outils et de matériels, les travaux sont lents. Trois routes sont tracées à travers les champs pour faire passer les engins de travaux et les camions. Un château d'eau est également installé car une quantité importante de béton est utilisée pour la construction des bunkers. Après les fondations, les socles pour les canons sont construits puis ceux-ci sont ensuite directement assemblés sur place. Le reste des casemates de tirs sont ensuite construites autour et par-dessus. Dans le même temps, des tranchées permettant de relier les futures casemates sont creusées. Aux alentours du 18 janvier, la première casemate de tirs (Regelbau M272) et son canon sont bien avancés, mais l'embrasure doit être agrandie.

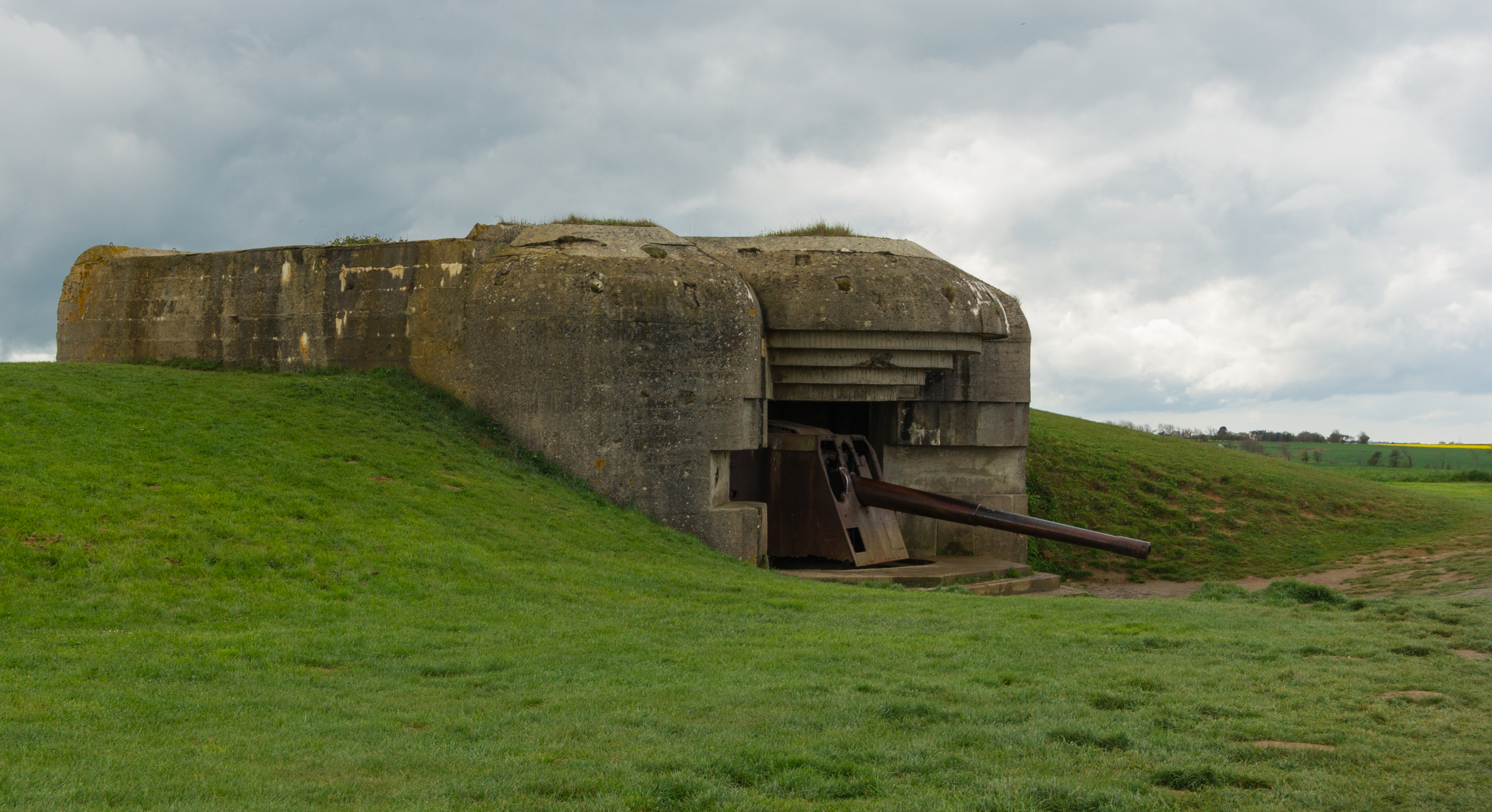
Casemate de tir Regelbau M272 no 2 avec son canon.

Mi-février 1944, les travaux continuent sur les casemates M272 et la construction des tobrouks Vf 58c et encuvements pour canons antiaériens commence. Plus de 300 m de tranchées sont également creusées. Le 29 février, débutent les travaux d'excavation pour le bunker de commandement au bord de la falaise (Regelbau Leitstand M262 Anton).
Le 7 mars, le canon de la casemate M272 no 1 effectue son premier tir d'essai. Le jour suivant, deux sections de soldats de la marine, appartenant au Marine-Festungs-Pioniers-Bataillon 360, arrivent sur le site pour aider à l'accélération de la construction de la batterie. Le 15 mars, la casemate de tir no 3 est finie mais une pelleteuse tombe en panne et fait retarder la construction d'autres ouvrages. À la fin du mois, les quatre canons sont tous assemblés. L'excavation de terre pour le bunker de commandement M262 Anton prend du retard et n'est qu'à la moitié de prévu,.
Entre mi-avril et fin-avril, les quatre casemates de tirs sont enfin terminées mais pas totalement opérationnelles. D'autres tobrouks et abris pour hommes et matériels sont eux, prêt d'utilisation,.

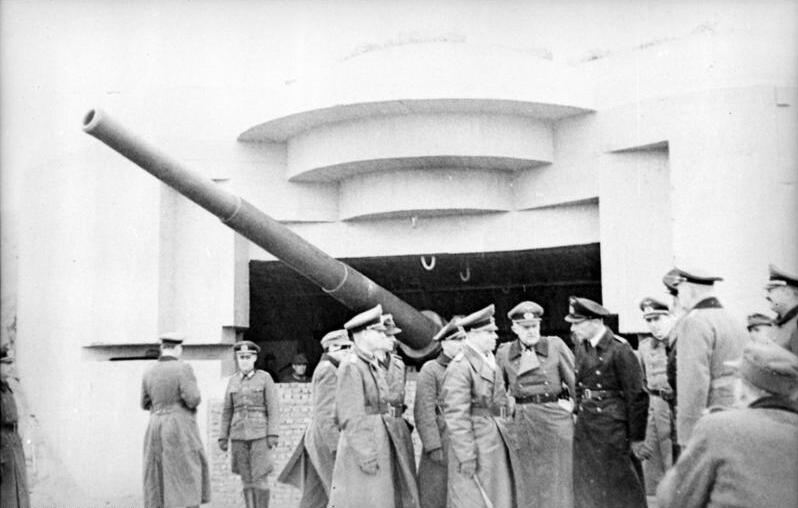
Erwin Rommel et plusieurs généraux allemands inspectant le mur de l'Atlantique, ici dans le golfe de Gascogne.

L'après-midi du 9 mai 1944, le Feldmarschall Erwin Rommel, inspecteur général des défenses occidentales, visite la batterie lors d'une de ses tournées d'inspection,. Il est accompagné du General der Artillerie Erich Marcks et du Generalleutnant Dietrich Kraiß.
Mi-mai, le béton de la casemate no 2 est enfin coulé. Le coffrage et la charpente métallique du poste de contrôle de tir sont terminés mais il n'y a pas assez de béton pour le finir. Il sera fini à la fin du mois.
Le 27 mai 1944, le site encaisse un lourd bombardement aérien et seule la casemate M272 no 2 subit des dégâts importants. Celle-ci est renforcée dans les jours qui suivent et les travaux de remblai ont commencé. Le 31 mai, les quatre casemates de tirs sont totalement opérationnelles. Entre les mois de mars et mai 1944, la construction du site s'accélère et passe de quelques constructions à de nombreux ouvrages bétonnés de toutes tailles et des réseaux de tranchées en zigzags. Un réseau de barbelés et des terrains minés sont également mis en place tout autour du site.
Pour tous ces travaux, l'Organisation Todt utilise des artisans du Reich et la main-d'œuvre locale. Au sein des artisans locaux employés pour la construction du site, se glissent des résistants français qui renseignent les Alliés sur la disposition et les capacités de la batterie tout en sabotant le béton utilisé pour la construction de l'une des casemates M272, la rendant plus fragile aux coups d'obus.

### Premiers dommages des Alliés
À l'approche du jour du débarquement allié, les Britanniques décident d'effectuer des reconnaissances aériennes sur les côtes normandes. Le 2 mars 1944, ils repèrent un chantier de construction au Nord du village de Longues-sur-Mer. Les reconnaissances suivantes, notamment celles du 10 avril puis du 22 mai, leurs permettent d'identifier clairement, sur les photos prises, les éléments d'une batterie d'artillerie.
Comme pour les autres fortifications du mur de l'Atlantique en Normandie, le commandement allié décide de procéder à des bombardements aériens durant les semaines précédant le débarquement, et le premier est prévu tardivement pour la date du 27 mai, puis un second le 2 juin. Entre-temps, la batterie subit plusieurs attaques aériennes mineures non programmées.

#### Attaques mineures
La toute première attaque eut lieu le 29 avril 1944 en fin d'après-midi. Une douzaine de bombes sont larguées par des chasseurs-bombardiers par une unité non identifiée, sans faire de dégâts.

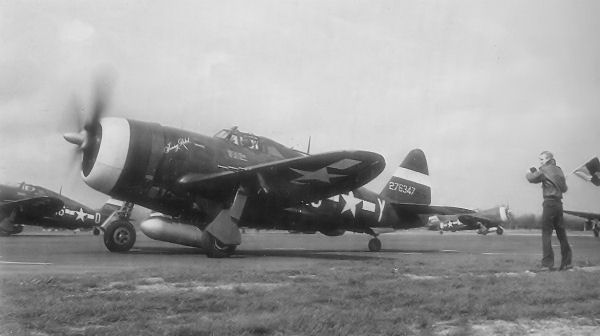
Un P-47 Thunderbolt de 366th Fighter Group.

Plusieurs affrontements plus importants ont eu lieu durant la journée du 21 mai. Alors que huit chasseurs Republic P-47 Thunderbolt du 366ème escadron de chasse (en) rentrent de mission d'une attaque de train en gare de Bayeux et passent à proximité de la batterie d'artillerie de Longues-sur-Mer, ils sont pris à partie par l'artillerie antiaérienne (flak). 125 coups sont tirés. En réponse, les chasseurs répliquent une passe de mitraillage, mais l'un des avions, alors déjà sévèrement endommagé lors de la mission précédente, se fait abattre. Son pilote, le lieutenant-colonel Donald K. Bennett, est forcé d'atterrir d'urgence dans un chenal voisin. Il fut aperçu grimpant dans un canot pneumatique, mais son corps est retrouvé, plus tard, échoué sur le rivage. Son avion (n°42-25 515) fut réparé et renvoyé au combat, avant d'être abattu plus tard en mer,.
Durant la journée du 21 mai, la flak de la batterie d'artillerie de Longues-sur-Mer tira également 51 coups sur un Supermarine Spitfire, et 110 coups sur un autre P-47 en fin de journée.

#### Bombardements lourds

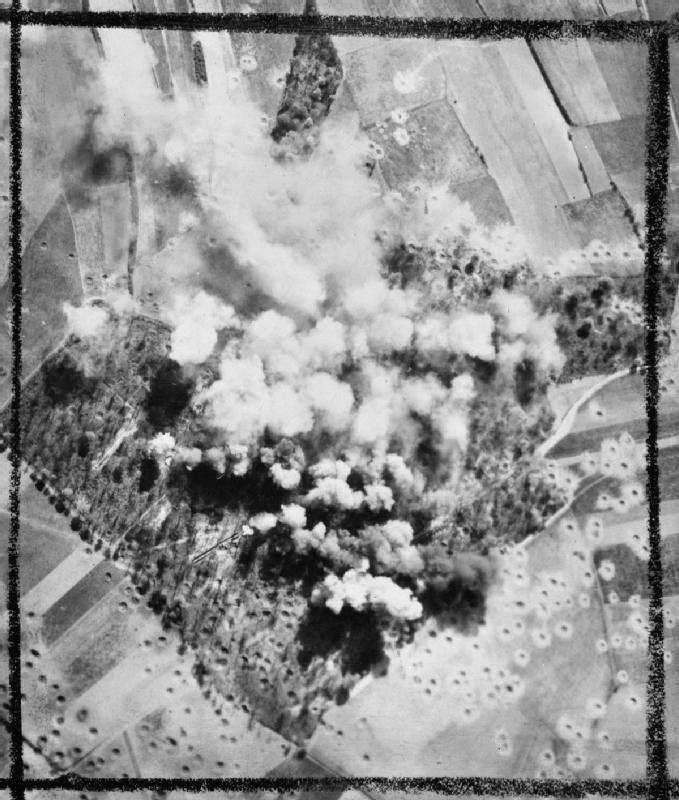
Exemple de bombardement durant la Seconde Guerre mondiale, vu du ciel.

Le commandement allié décide de procéder à un bombardement aérien sur la batterie d'artillerie de Longues-sur-Mer, le 27 mai 1944. La mission est attribuée aux bombardiers moyens britanniques de l'escadre n°139 de la Royal Air Force (en) faisant partie de la Second Tactical Air Force. Un total de 42 appareils B-25 Mitchell sont affectés à cette mission (six pour le 180e escadron, et douze chacun pour les escadrons no 98, no 226 et no 320 du Pays-Bas). Une escorte de chasse est assurée par douze Supermarine Spitfire du 64e escadron de chasse.

Les appareils décollent de leurs bases aux alentours de 18 h 0. Organisés en sept vagues de six bombardiers et volants à une altitude entre 2 700 et 2 800 mètres, les avions larguent 164 bombes de 1 000 lb (453 kg) et 8 bombes de 500 lb (226 kg) — soit un peu plus de 76 tonnes au total — sur la batterie d'artillerie entre 19 h 10 et 19 h 25. Les conditions étaient parfaitement réunies afin d'effectuer une concentration de tir sur la cible (aucun nuage et aucune opposition rencontrée). Lors d'un lâcher de bombes d'une des vagues, un puissant flash lumineux est observé aux milieu des explosions, puis une grande flamme orange s'est élevée à une centaine de mètres. La casemate de tir no 2 est touchée par un tir direct qui a percé la dalle de toit et fortement ébranlé la structure, laissant l'un de ces côtés contenant les munitions détruit. Le canon n'est cependant pas endommagé. Un bunker à munitions est également touché et un bâtiment de caserne est totalement détruit. Le bombardement a également fait deux morts et plusieurs blessés (suivant certaines sources, quatre blessés graves et cinq légers).

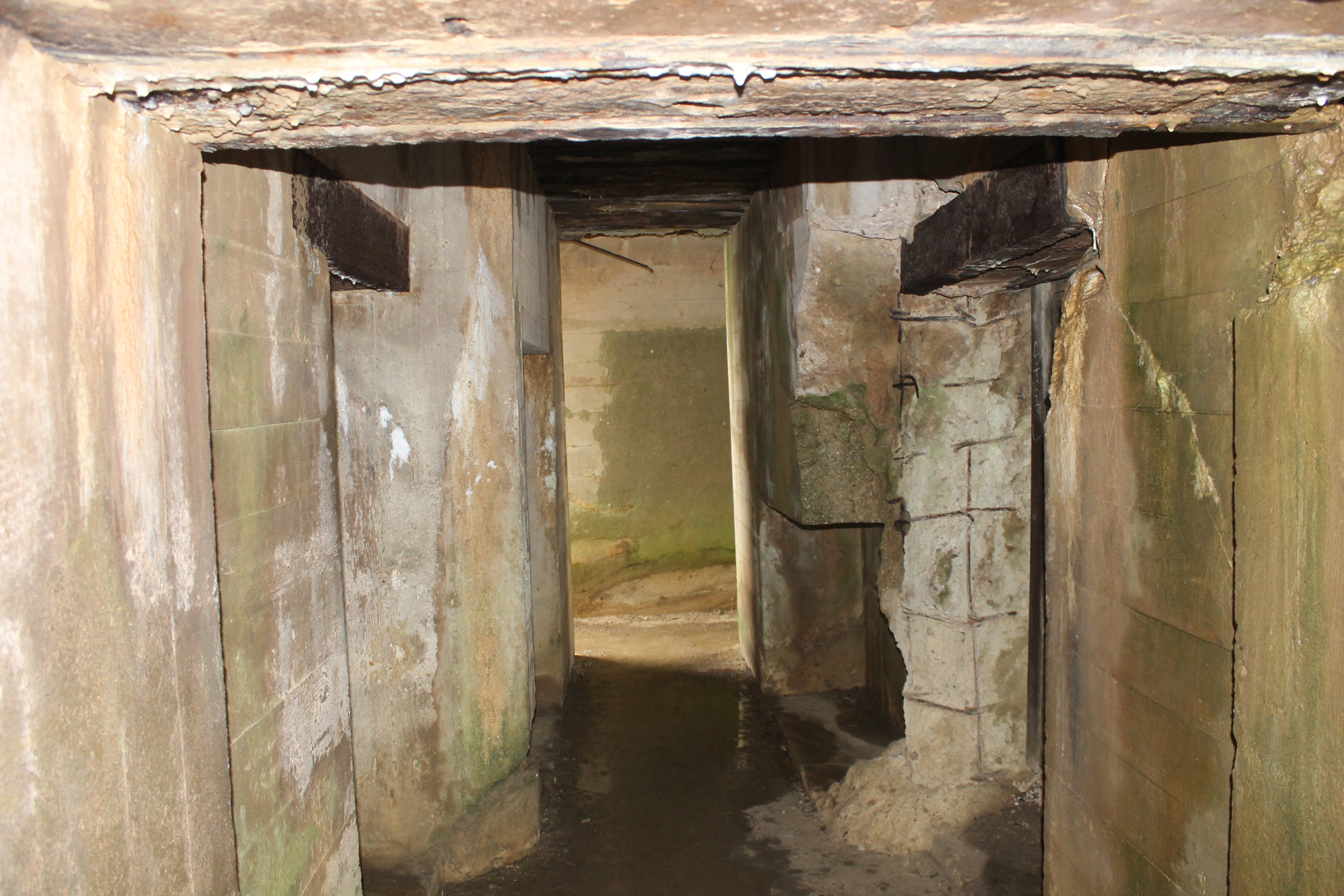
Visibles à droite, les dégâts du bombardement du M272 no 2.

Un rapport de reconnaissance photographique allié indique que 
« 
- La casemate no 1 a un cratère à sept mètres devant elle mais n'est pas endommagée ;
- La casemate no 2 a eu deux quasi-coups et un coup direct qui a soufflé deux mètres de son coin arrière gauche ;
- La casemate no 3 a eu deux quasi-coups ; un sur le côté avant droit et un sur le côté arrière droit bien qu'aucun dommage n'ait été causé à la casemate elle-même ;
- La casemate no 4 est intacte et non endommagée ;
- Il n'y a aucun dommage au poste de commandement. »

— 
Tous les appareils alliés sont de retours à leurs bases entre 19 h 40 et 20 h 0.
Une seconde mission de bombardement est programmée une semaine plus tard, le 2 juin 1944. 36 bombardiers américains B-26 Marauder du 391e Bomb Group, faisant partie de la 9ème US Air Force, décollent de leurs base vers les 18 h 30, emportant avec eux deux bombes de 2 000 lb (907 kg) chacun — soit plus de 65 tonnes au total. Une escorte de chasse est assurée par des P-47 Thunderbolt du 50ème escadron de chasse (en).

Organisé en deux vagues de dix-huit bombardiers et volant à une altitude d'environ 3 400 mètres, les avions larguent leurs bombes entre 19 h 45 et 20 h 10. Durant ce second raid, les conditions étaient bonnes et il y a eu aucune opposition rencontrée. La reconnaissance photographique alliée signale trente nouveaux cratères. Aucune perte humaine ni matérielle n'a eu lieu sur la batterie d'artillerie,.

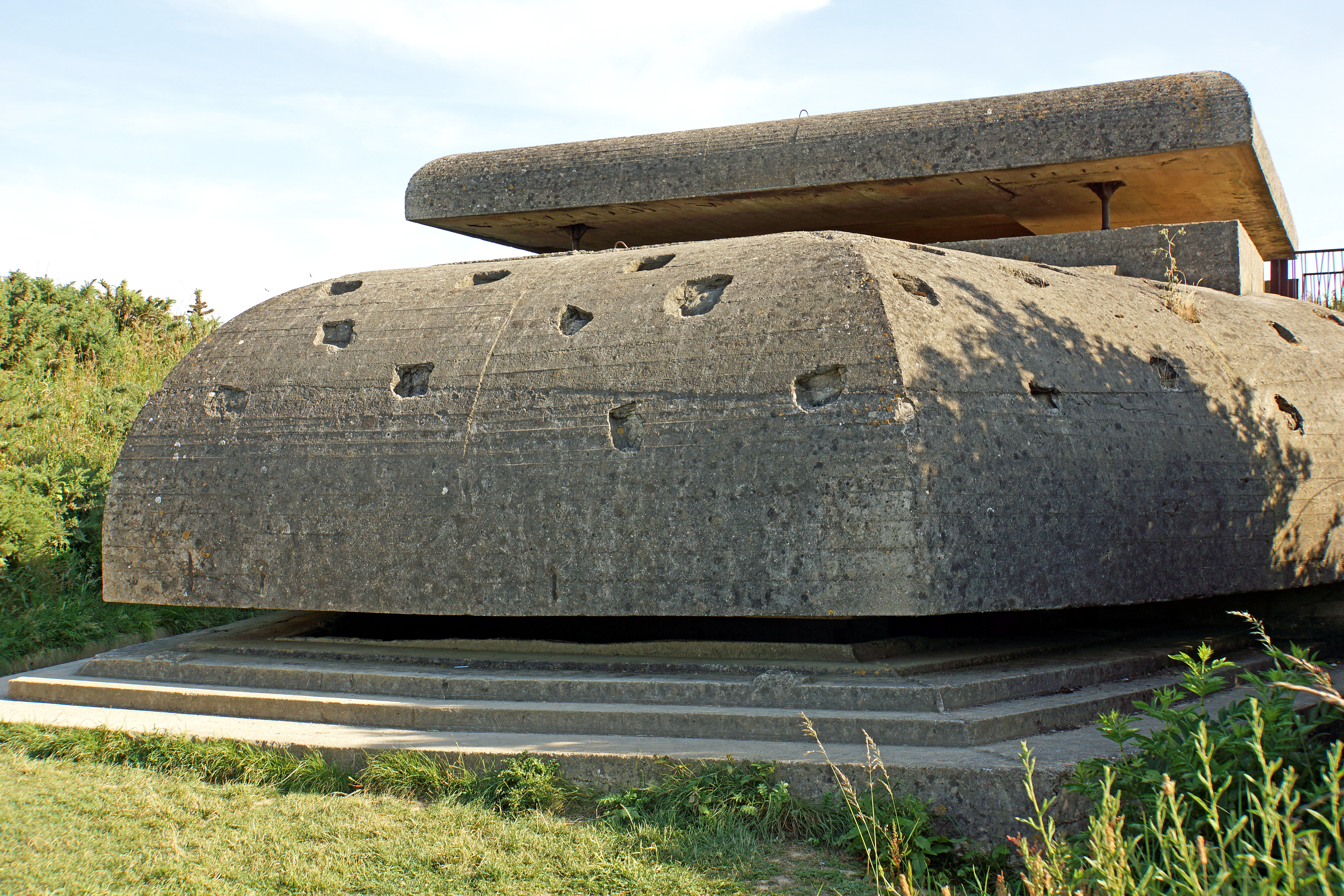
Dalle du premier niveau du poste de commandement. Les trous visibles ne sont pas des impacts d'obus mais des emplacements pour plantes servant au camouflage.

Grâce à leur dalle de deux mètres d'épaisseur et leurs fondations en béton armé, les casemates résistent et la capacité des canons fut préservée.
Bien que la route principale menant à la batterie et la route au poste de commandement ne soient pas endommagée, les raids aériens détruisent une partie du système de tranchées de la batterie ainsi que le câblage électrique souterrain reliant le poste de tir aux casemates de tir. La batterie allait être équipée d'un système électrique de communication et de direction des tirs très moderne — pour l'époque — mais non opérationnel pour le jour J. Le poste de direction de tir est équipé d'une télémétrie avancée où les soldats pouvaient calculer et mesurer la distance des cibles puis les coordonnées sont alors communiquées par téléphone aux soldats des bunkers de tirs via un réseau de câblage électrique souterrain. Ceux-ci détruits, obligeaient les Allemands, le jour du débarquement, à utiliser des signaux visuels beaucoup moins efficaces pour la direction de leurs tirs,,.

### La batterie face au débarquement

#### Bombardements aériens préliminaires
Dans la nuit du 5 au 6 juin, près de 1 200 bombardiers lourds de la Royal Air Force (RAF) ont déversé 6 000 tonnes d'engins explosifs sur les dix batteries les plus gênantes du secteur du futur débarquement de Normandie. Au lever du jour, 1 400 légers et moyens bombardiers de l'US Air Force prennent la relève. Ces bombardements ont pour objectif de neutraliser les batteries juste avant l'arrivée de la flotte d'invasion.
Concernant la batterie d'artillerie de Longues-sur-Mer, pour le bombardement prévu par la RAF, 5 DH.98 Mosquito et 94 Lancaster sont assignés à la mission. Les Mosquito sont équipés du système Oboe pour le marquage des cibles, et les Lancaster emportent avec eux 11 bombes de 1 000 lb (453 kg) et 4 bombes de 500 lb (226 kg) — soit un peu moins de 5 900 kg au total. Huit unités sont engagées et l'attaque débute à 4 h 14 du matin. La couverture nuageuse est presque complète et quatre des cinq Mosquito réussissent leurs marquages de la cible. Cependant, les indicateurs lumineux de couleurs rouge et verte disparaissent rapidement dans la couche nuageuse. Le cinquième Mosquito a une défaillance de son système Oboe et ne peut effectuer sa mission correctement. Les premiers bombardiers Lancaster effectuent le largage des bombes grâce aux lueurs, mais les suivants doivent procéder autrement : ils utilisent leur radar H2S. Les bombes sont larguées à une altitude variant entre 2 500 et 3 400 mètres et les dernières à 4 h 30. Sur les 94 assignés, deux ne sont pas de la partie : un ayant disparu et un autre n'ayant pas repéré la cible. L'appareil disparu est le Lancaster III NE 166 "6O-D" du 582ème escadron de bombardiers (en). Les sept membres d'équipages sont déclarés morts au combat, probablement l'une des victimes des quatre chasseurs allemands Focke-Wulf Fw 190 dirigés par l'Oberleutnant Helmut Eberspächer (en) de l'unité 3./SKG 10.

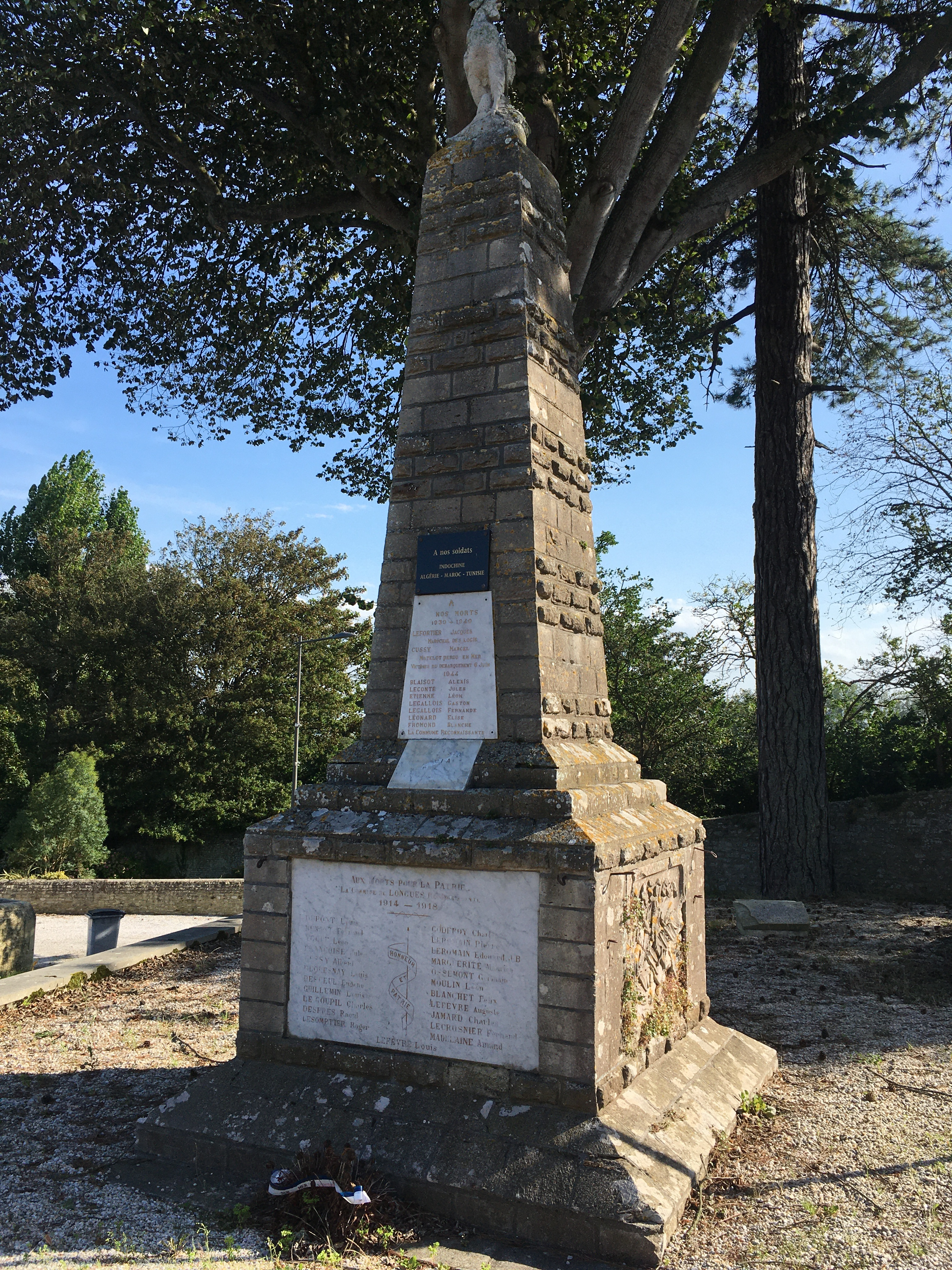
Monument aux morts de Longues-sur-Mer.

Pour la dernière phase de neutralisation aérienne, toutes les cibles doivent subir un dernier bombardement. Cette mission est confiée à la 8th Air Force (sauf pour le secteur d'Utah qui est pour la 9th Air Force) équipé entre autres de Boeing B-17 Flying Fortress. Pour la batterie de Longues, 36 B-17 et 2 avions de marquages de cibles sont utilisés en deux groupes (18 + 1 (x2)). Après le passage des marquages de cibles, les bombardiers attaquent mais, conformément aux ordres reçus, ils retardent le lancée de quelques secondes, afin de s'assurer qu'aucune bombe ne touche les embarcations approchant des côtes. De ce fait, très peu de 432 bombes tombent sur la cible. Quelques unes sont larguées sur le village de Longues-sur-Mer faisant sept victimes civiles. Leurs noms sont inscrits sur le monument aux morts de la commune.
À cause d'une épaisse couche nuageuse, les résultats restent assez neutres au niveau matériel au sol. Ces bombardements n'avaient pas pour but de détruire la batterie, mais d'entretenir des dégâts et de ralentir les chantiers de remise en état. Ils ont également permis une baisse du moral des garnisons allemandes, restant terrées dans les bunkers, qui pour certains ont été démoralisés voire choqués,.
La batterie d'artillerie de Longues-sur-Mer est particulièrement visée dans la mesure où elle gène les approches d'Omaha Beach et de Gold Beach. Plus de 600 tonnes d'explosifs y sont larguées, soit autant que sur la pointe du Hoc, avec 180 avions dont 99 quadrimoteurs. Malgré cela, les casemates du site restent quasi intactes,,,.

#### Arrivée des forces navales alliées

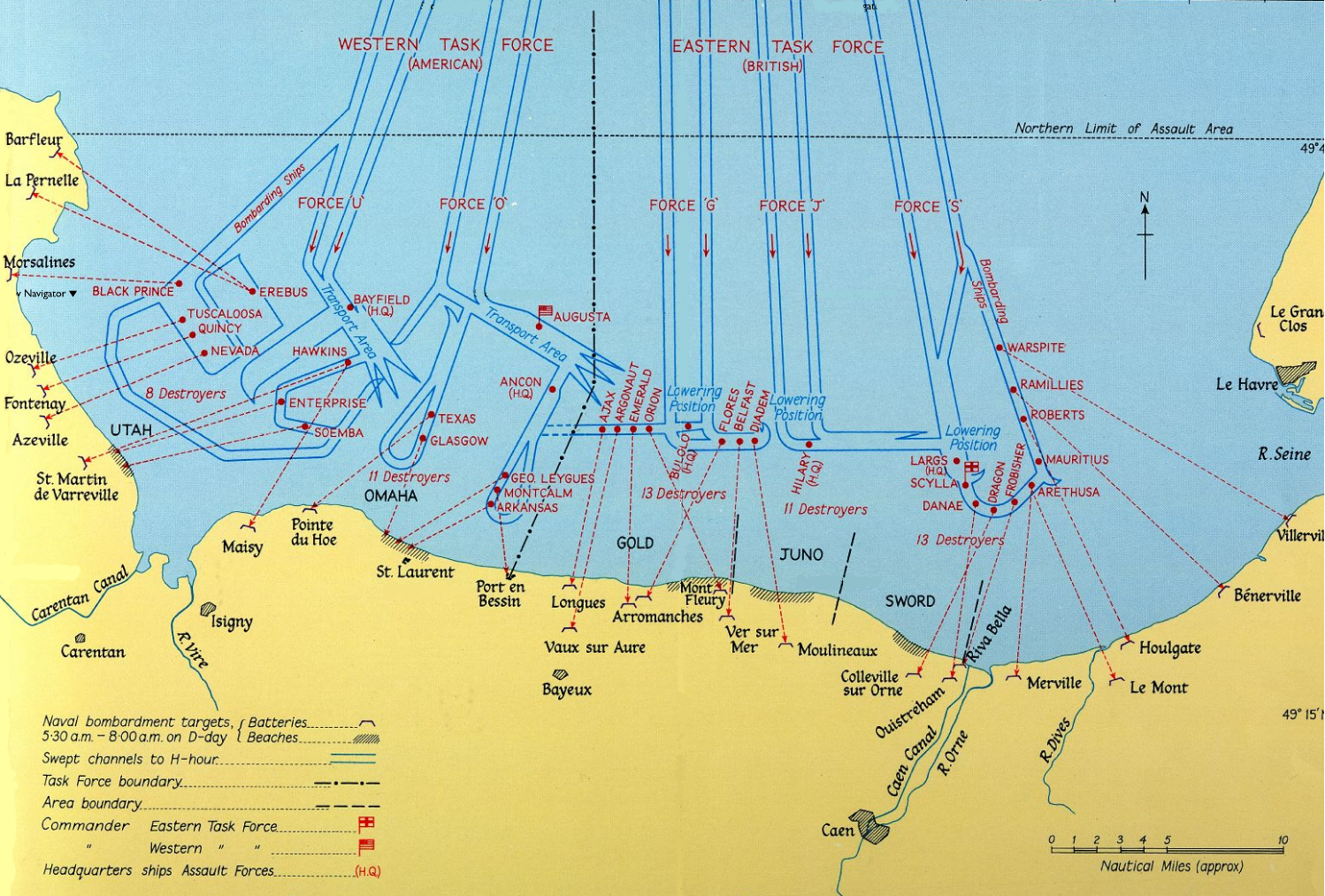
Carte des plages du débarquement, avec la position des navires de ligne.

Après le raid des avions destinés à neutraliser les canons côtiers allemands, les forces navales entrent en action. Ainsi, une flotte de 32 croiseurs et cuirassés ainsi qu'une centaine de destroyers prennent position au matin du 6 juin 1944 face aux côtes de la Basse-Normandie.
Vingt minutes avant le lever du soleil, à 5 h 37, le croiseur français Georges Leygues ouvre le feu le premier sur la batterie avec ses canons de 152 mm,. Le croiseur britannique HMS Ajax, faisant route dans la Manche vers Gold Beach, reçoit, après le passage des escadrilles aériennes au-dessus la batterie allemande, la mission d'ouvrir le feu sur la batterie de Longues-sur-Mer. Il change donc de cap.

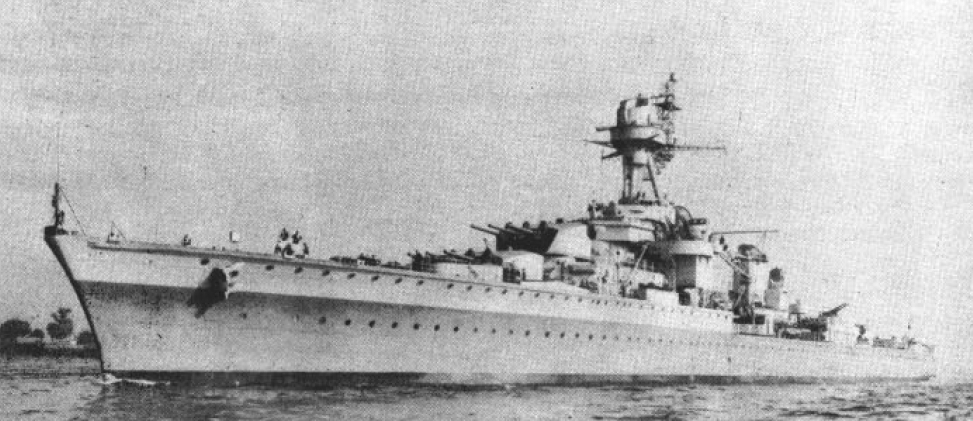
Le croiseur français Georges Leygues.

Les artilleurs allemands réagissent en ouvrant le feu en direction d'Omaha Beach, visant, sans causer de dégâts sérieux, le destroyer USS Emmons ainsi que le cuirassé USS Arkansas qui soutenait les tirs sur le secteur d'Omaha. La distance de celui-ci était d'environ 17 km. Le cuirassé riposta 20 obus de 305 mm et 110 de 127 mm,.
Après vingt minutes de combat, la batterie change alors de cible et pointa ses canons vers l'Est en direction de Gold Beach. Les Britanniques commençaient à développer le débarquement. Elle ouvre le feu sur le HMS Bulolo, navire de commandement allié principal qui transporte l'état-major du 30e corps britannique. Celui-ci, alors déjà avec l'ancre jetée au large de la côte à environ 12 km, fut obligé de changer de position avant d'être touché,,.
Les HMS Ajax et HMS Argonaut reçoivent alors l'ordre de soutenir et de s'approcher au plus près de la côte pour appliquer des tirs précis contre la batterie allemande. Les obus de l'Ajax avaient plus de précision car équipé d'un système de contrôle de tir guidé par radar. Les deux navires ouvrent le feu à 11 km de distance et lancèrent 114 obus de 105 mm. La batterie allemande fut brièvement neutralisée à 6 h 5. La riposte britannique est telle que la batterie allemande plonge dans un silence total, faisant croire aux marins qu'ils sont parvenus à la détruire,,.

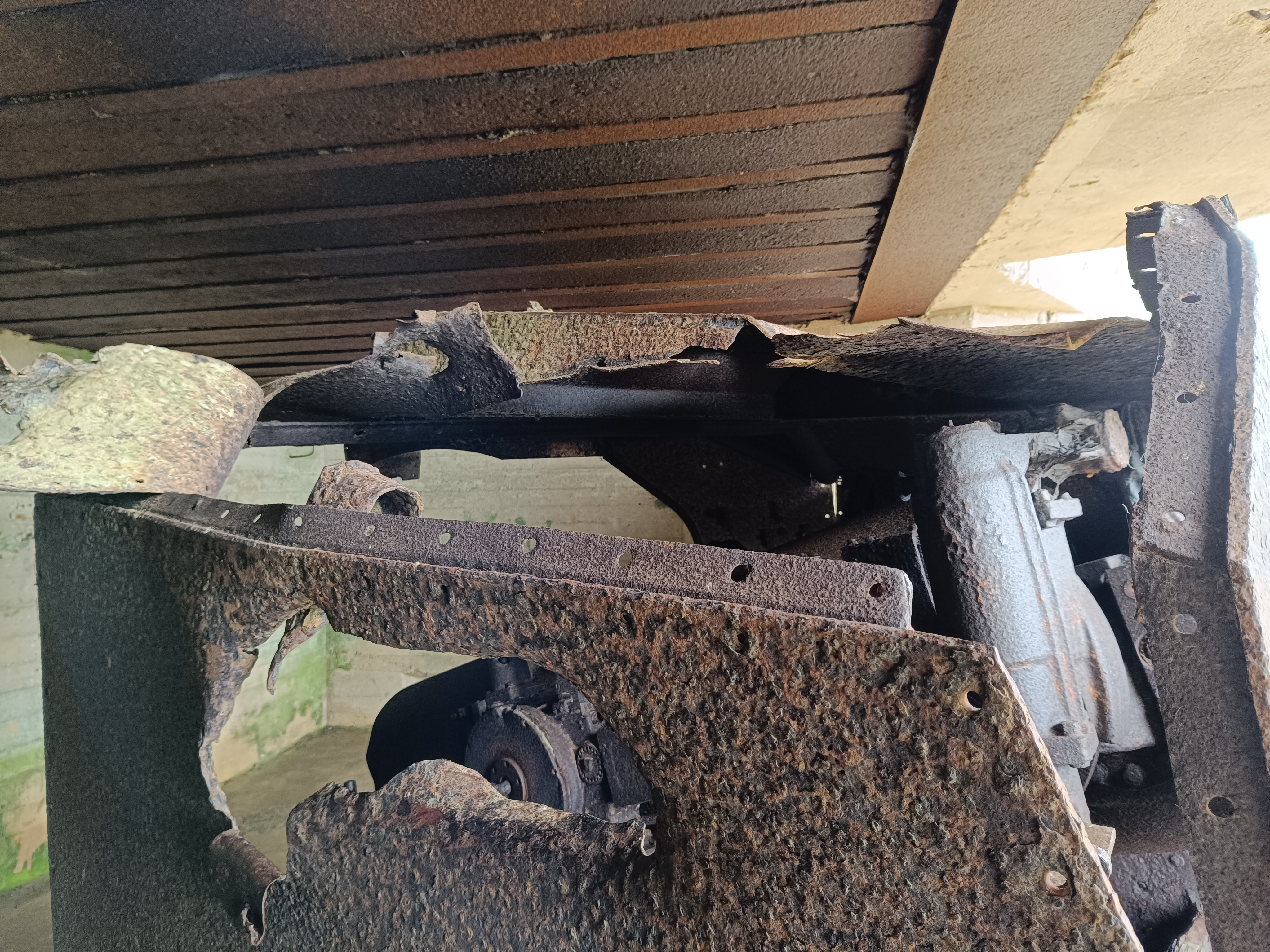
Blindage d'un des canons arraché par plusieurs tirs d'obus.

Les soldats allemands mettent à profit ce répit de la matinée pour remettre en fonctionnement et réparer ce qui peut l'être. Quand le débarquement commença sur la plage d'Omaha Beach, les Allemands y décident d'ouvrir le feu pour arroser les troupes qui débarquaient. La batterie d'artillerie rouvrit également le feu sur l'USS Arkansas mais manqua de peu plusieurs fois sa cible. Ces tirs attirent l'attention des croiseurs français Georges Leygues Montcalm, alors en soutien au difficile débarquement américain sur cette plage. Les trois navires ripostent à leurs tour et parviennent alors à détruire une pièce par un tir direct et endommagent deux autres canons,,. Les deux navires français ont tiré plus de 179 reprises sur la batterie.
Le feu cesse à 8 h 45 jusqu'à l'après-midi. La batterie reste silencieuse jusqu'à ce que la quatrième pièce, rescapée des duels d'artillerie, ouvre à nouveau le feu au cours de l'après-midi, en direction des plages de Gold et d'Omaha. Le croiseur britannique HMS Ajax tira des coups réguliers jusqu'à 17 h, puis le croiseur français Georges Leygues prit le relais jusqu'à 19 h,.
La batterie d'artillerie de Longues-sur-Mer aura tiré 115 fois dans cette journée. Les soldats allemands utiliseront également dans la journée le canon de 122 mm soviétique, pourtant peu protégé, pour tirer sur les plages de Gold et d'Omaha,.

#### Reddition de la garnison allemande
Le lendemain matin, le bataillon d'infanterie allemand de protection, situé dans le bourg de Longues-sur-Mer, reçoit l'ordre de se déplacer vers le sud et d'attaquer des Britanniques autour de la région de Bayeux. Ceux-ci ne revinrent pas à la batterie d'artillerie, laissant les équipages des canons sans soutien,.
Vers 9 h, la batterie allemande subit un dernier bombardement par des Boeing B-17 de la Royal Air Force,. Peu après, en fin de matinée, le second bataillon du Devonshire Regiment, appartenant à la 50e Northumbrian Division, qui avait débarqué la veille sur Gold Beach, entame les démarches pour attaquer la batterie à pied. Le commandant de compagnie Michael Holdsworth expliqua à ses commandants de peloton la façon dont il voulait procéder. Son frère jumeau devait diriger le peloton d'attaque, qui s'est lancé dans le champ de mines par l'Est. Ils ont avancé un peloton derrière l'autre, puis se sont dispersés pour l'attaque. Très lentement, ils ont utilisé leurs baïonnettes pour sonder les mines au fur et à mesure qu'ils avançaient. Lorsqu'ils se sont approchés d'un des canons, quelques grenades à main ont été lancées et les équipages des canons sont sortis avec les mains en l'air. La batterie est prise sans difficultés face à des Allemands, dont la volonté de continuer à se battre avait probablement été largement entamée par les bombardements, la mise hors de combat des canons et l'isolement du reste de l'armée allemande. Entre 90 et 120 hommes qui restent de la garnison des 184 soldats, ont été capturés avant 11 h du matin,,.

#### Aérodrome B11
Du 18 au 21 juin 1944, le Génie militaire de la Royal Air Force aménage une piste d'aérodrome à 300 mètres à l'Est de la batterie d'artillerie ayant un azimut de 131°. Celle-ci aura une longueur de 1 200 m, une largeur de 40 m et un direction 13/31. Elle est nommée ALG B-11 (Advanced Landing Groud, en français : piste avancée d'aviation).

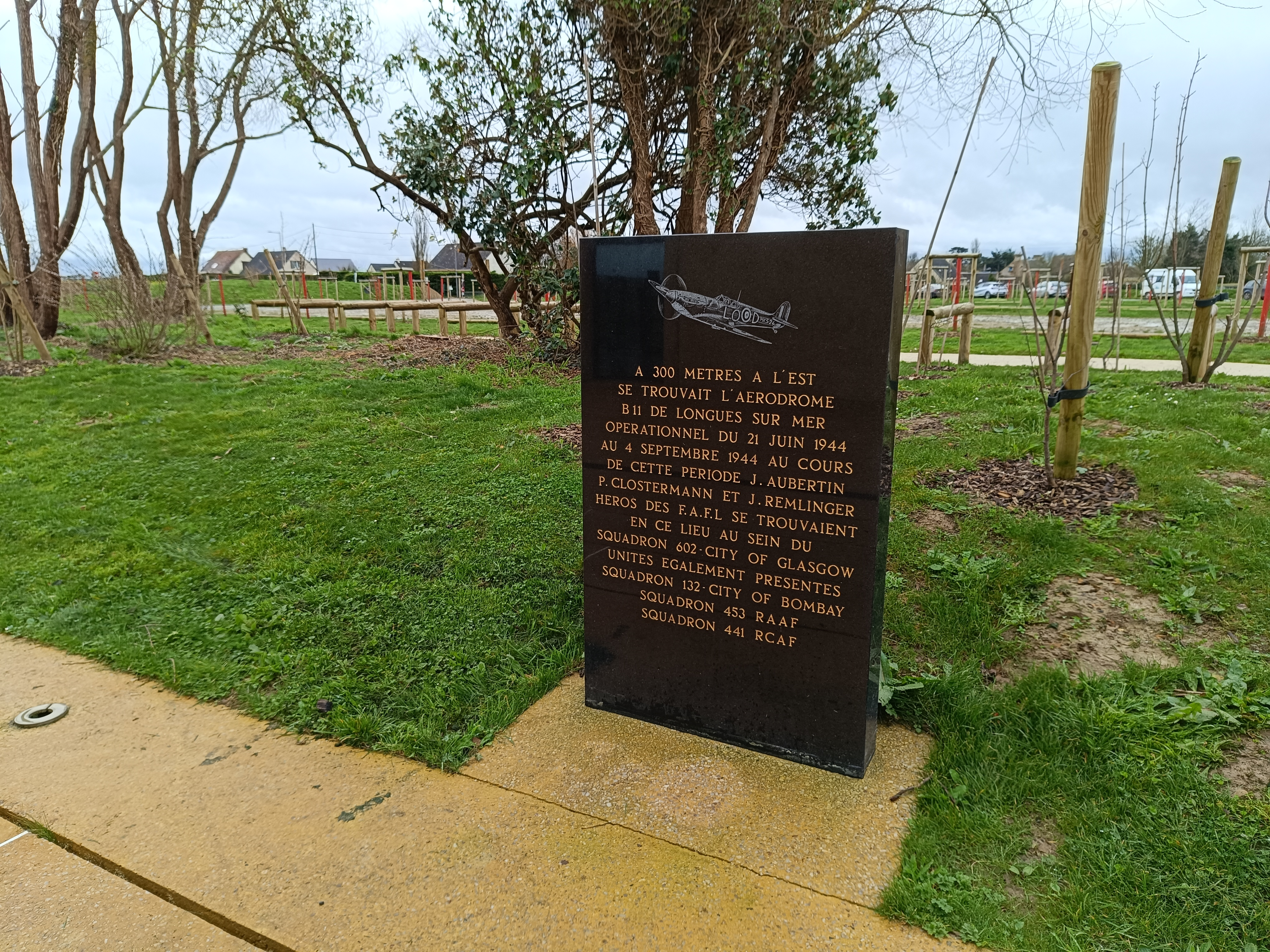
Stèle de l'aérodrome B-11.

La mise en service de l'aérodrome a débuté juste après son aménagement, soit le 21 juin 1944. Plusieurs unités britanniques, canadiennes et australiennes sont présentes sur le terrain, :
- 83 Group/125 Wing 2nd Tactical Air Force :
  - 132 Squadron (FF) RAAF (City of Bombay). Présent d'août à septembre 1944 ;
  - 453 Squadron (FU) RAAF. Présent de juin à septembre 1944 ;
  - 602 Squadron (LO) (City of Glasgow). Présent du 25 juin au 13 août 1944.
- 83 Group/144 Wing 2nd Tactical Air Force :
  - 441 Squadron (9G) RCAF. Présent en juillet et août.

Pour sécuriser la piste, les Britanniques ont installé un canon antiaérien (DCA) sur le toit du bunker Regelbau M272 no 1 et une grande quantité de munitions à l'intérieur. Une explosion accidentelle a eu lieu dans le bunker qui a entraîné la destruction totale de celui-ci. Quatre soldats ont également été tués,.
Le 4 septembre, l'aérodrome provisoire n'est plus utilisé et le site est laissé en l'état,,.
Aujourd'hui, il n'y a plus aucune trace de cet aérodrome. Pour mémoire, une stèle est installée sur le site.

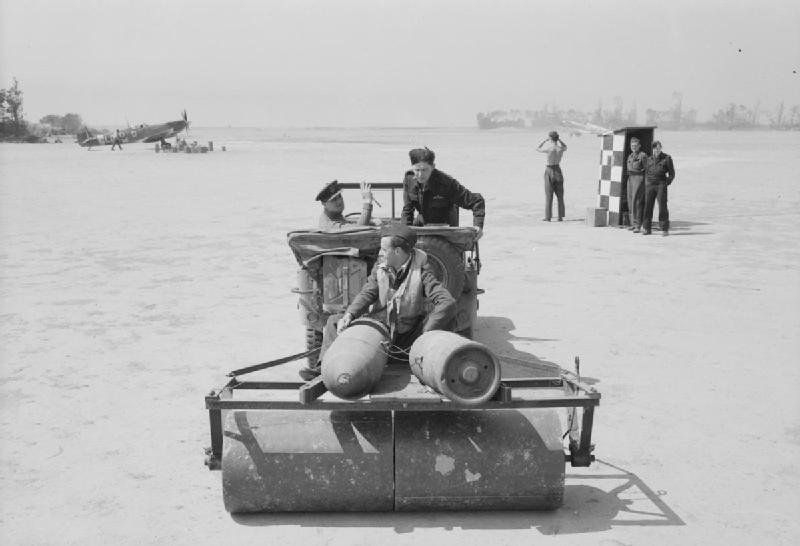
Aplanissement du terrain fait par des hommes de la RAF avec un rouleau compresseur tiré par une Jeep.
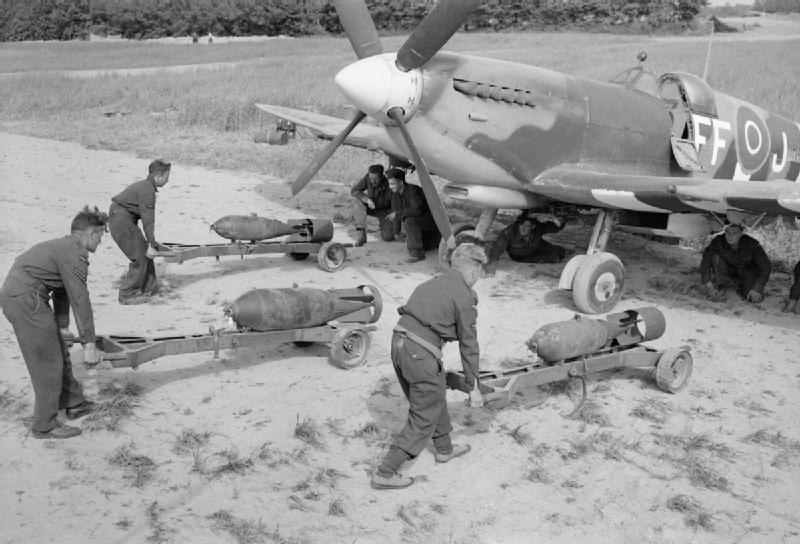
Groupe de soldats installant des obus sous un Supermarine Spitfire à l'aérodrome B11.
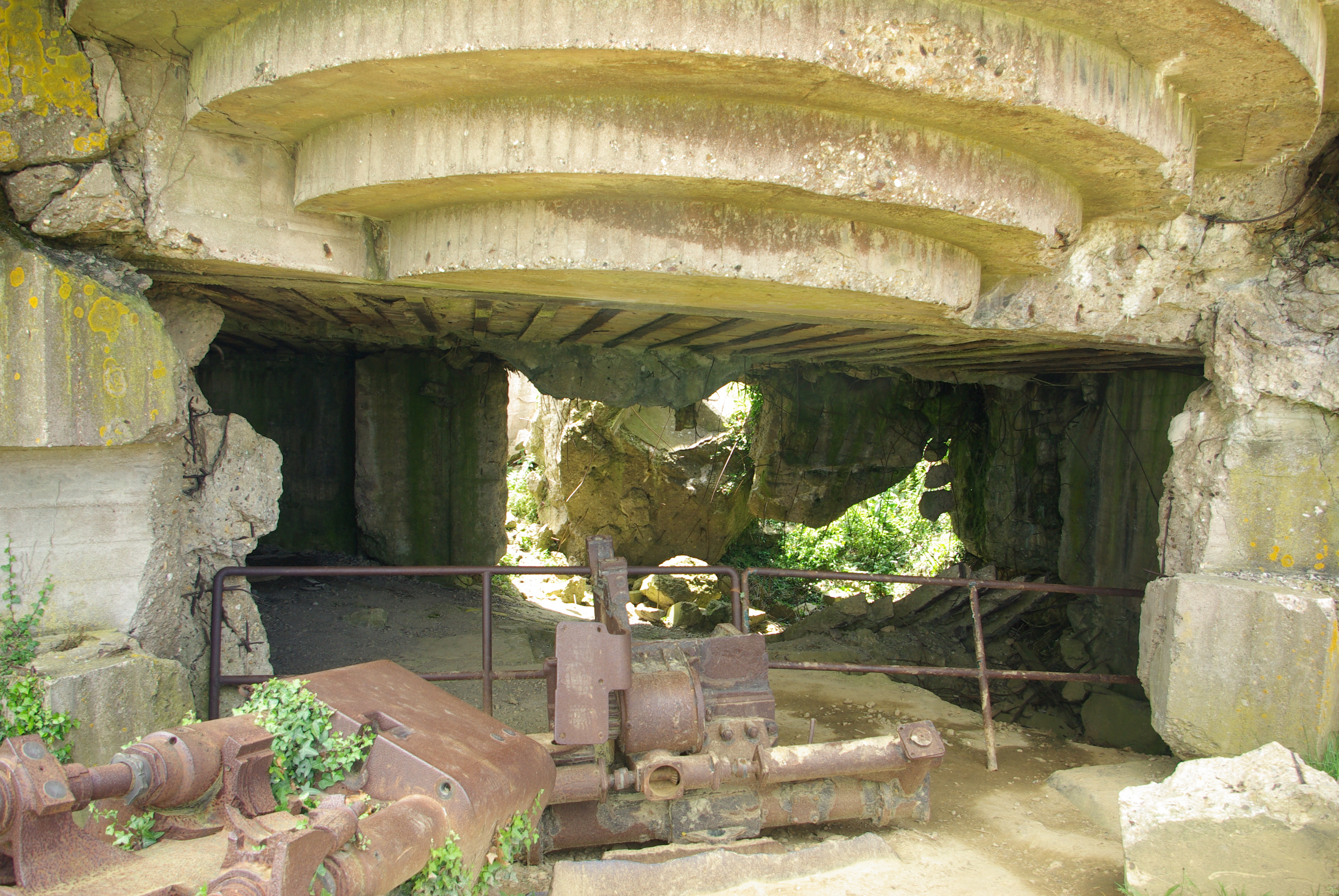
Intérieur du Regelbau M272 no 1 totalement détruit par le souffle des munitions.

### Le site après la guerre

#### Abandon puis préservation
Dès 1946, juste après la guerre, le site est laissé tel quel et les riverains pouvaient y accéder librement. Les canons sont laissés sur place et pouvaient même être manipulables comme le prouve un film amateur de l'époque.
Au début des années 1960, le poste de direction de tir de la batterie (bunker type Regelbau M262 Anton), ainsi que d'autres batteries avoisinantes ont servi de décor à l'une des scènes du film Le Jour le plus long.
Depuis 1984, 26 des 60 hectares du site (dont l'emplacement des batteries et du poste de tir) sont la propriété du Conservatoire du littoral.
Après avoir été inscrite en 1994, la batterie de Longues-sur-Mer a fait l'objet d'un classement au titre des monuments historiques par arrêté du 25 octobre 2001. Elle est également inscrite dans la base Mérimée sous référence PA00132892.

#### Musée à ciel ouvert
De nos jours, l'intérêt de cette batterie est dû au bon état de ses bunkers et au fait qu'elle conserve ses canons d'origine. Le site est un des lieux de passage lors de la visite des sites du débarquement, fréquenté par 500 000 visiteurs par an. Cette fréquentation Bayeux Intercom, compétente en matière de développement touristique, a lancé plusieurs travaux de construction et d'aménagement du site entre janvier 2021 et mai 2022 (nouvelle aire de stationnement paysagée, nouveau bâtiment d'accueil monochrome en béton sablé, surmonté d'un belvédère, et circuit d'interprétation). L'État, le conservatoire du littoral, le Conseil régional de Normandie, ainsi que la mairie de Longues-sur-Mer ont également participé au réaménagement du site pour un coût total de l'ensemble des opérations de 2,5 millions d'euros HT. Le site est également semi-accessible aux PMR.

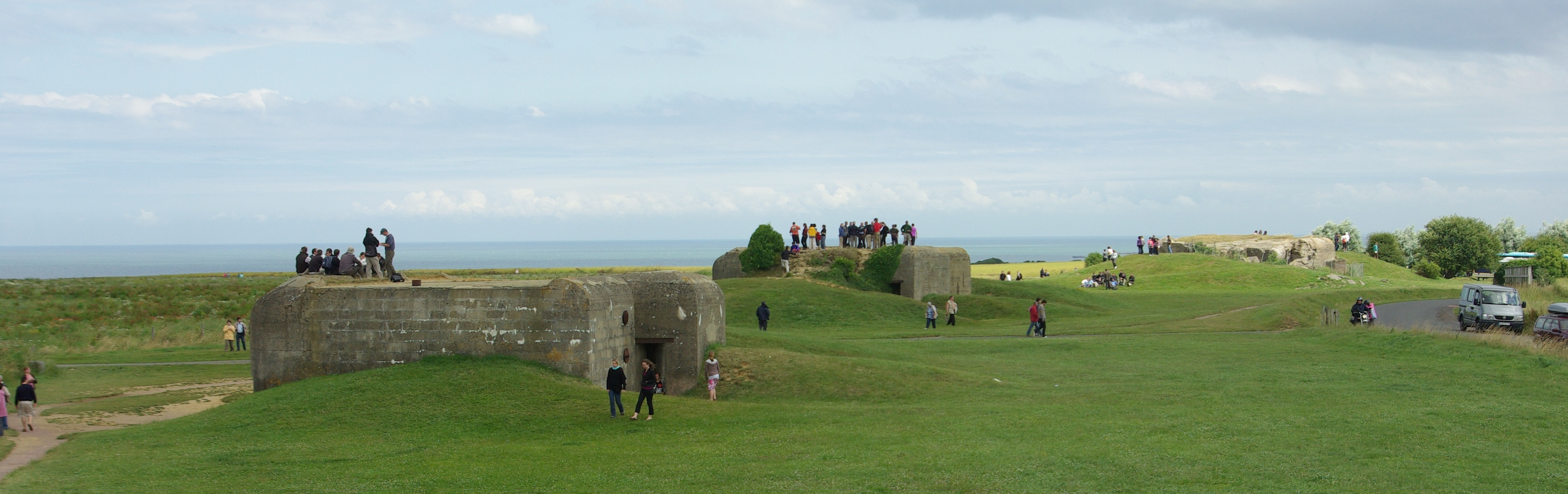
Le site aujourd'hui.

## Description

### Garnison
La batterie d'artillerie de Longues-sur-Mer était sous le commandement de Kriegsmarine (marine de guerre allemande). Le site est rattaché aux artilleurs de la Heeres-Küsten-Artillerie-Abteilung (HKAA) 1260 basée à Cherbourg, qui dispose déjà de trois divisions. Elle en sera la quatrième et devient la 4/1260 HKAA. Le tout fait partie de la Marine-Artillerie-Abteilung (MAA) 260 dirigée par le Kapitänleutnant Karl Weise.
La Marineküstenbatterie Longues-sur-Mer Wn 48 est placée sous les ordres de l'Oberleutnant M.A. Kurt Weil, assisté par le Leutnant M.A. Herbert. Ils avaient sous leurs ordres 184 soldats,,.

### Composition
La batterie de Longues-sur-Mer est typique des batteries de défense côtière allemande : elle comprend principalement 4 casemates de tir avec un poste de commandement, ainsi que plusieurs autres constructions moins importantes. Elle est construite à partir de septembre 1943 pour la Kriegsmarine.
La protection de la batterie fut considérablement améliorée au printemps 1944, dans les efforts menés par le maréchal Rommel dès début 1944 pour renforcer le mur de l'Atlantique en Normandie mais tous les travaux n'étaient pas totalement achevés en juin 1944.
Outre les casemates, achevées elles en mai 1944, le site disposait d'une protection antiaérienne avec 3 emplacements équipés de Flaks de 20 mm et pour la défense terrestre, de divers petits bunkers et tobrouks ainsi que de plusieurs ceintures de fils barbelés. Des tranchées de protection reliaient les différents installations, permettant une circulation même lorsque les canons tiraient. Pour les combats de nuit, la batterie disposait d'un projecteur et d'un canon K 370 (b) chargé de faire des tirs d'illumination.
Comme plusieurs autres batteries côtières de la Kriegsmarine situées loin des grands ports, elle dépendait alors du commandement maritime de Cherbourg, et pour harmoniser le commandement de la défense du secteur, elle passa sous le contrôle de l'armée fin 1943. À l'inverse des batteries côtières construites pour la Wehrmacht, la marine avait privilégié pour les siennes l'installation de canons fixes, non transportables et des bunkers plus fermés sur l'arrière (au contraire, par exemple, de la batterie de l'armée à la pointe du Hoc).
La batterie de Longues-sur-Mer comptait une garnison de 184 hommes. En plus, stationné non loin dans le bourg de Longues-sur-Mer, un bataillon d'infanterie pouvait renforcer sa défense en cas d'attaque terrestre.

#### ConstructionsStändig Ausbau

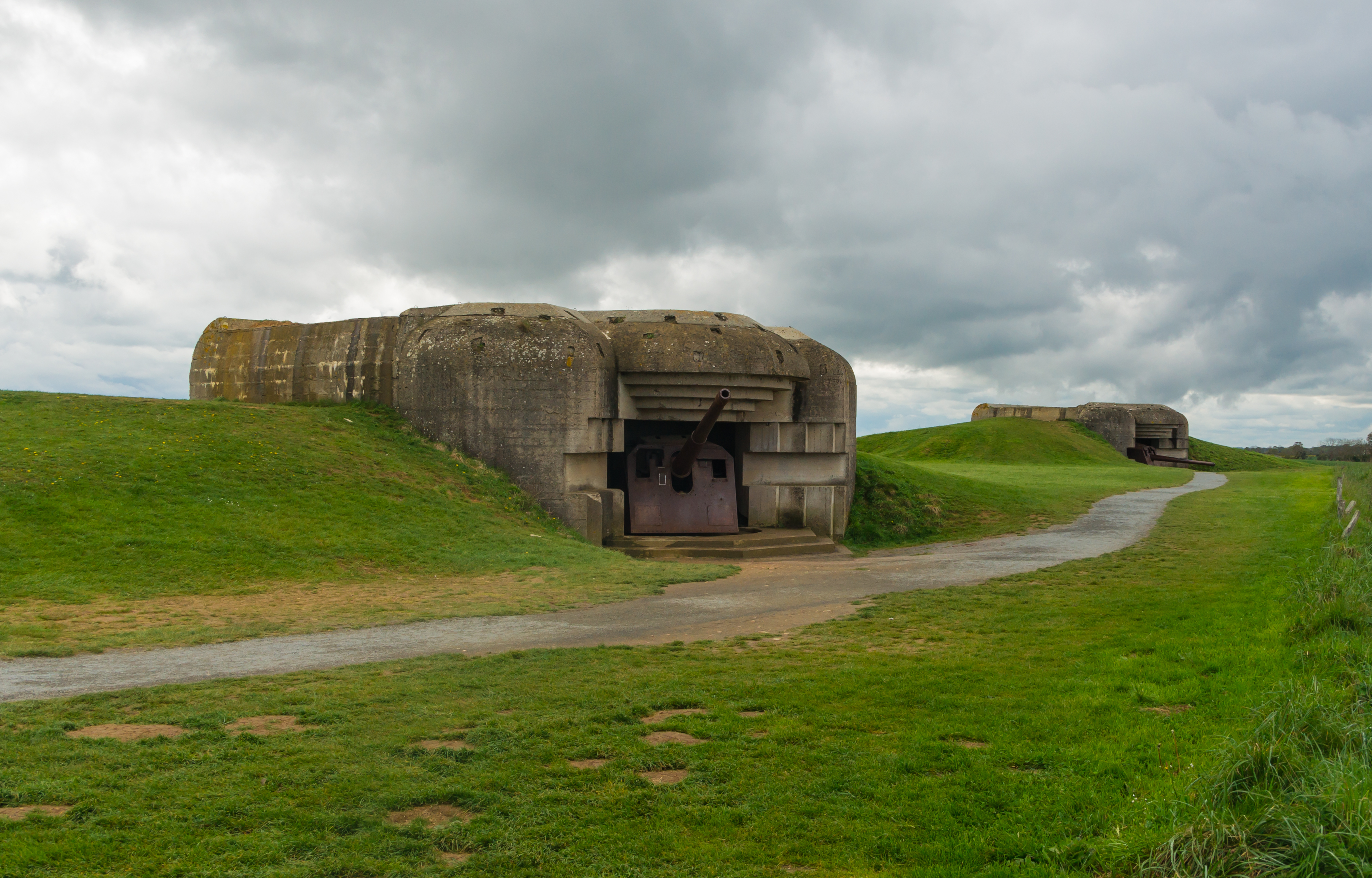
Deux M272 de construction St.

Les constructions Ständig Ausbau (abrégé en St) sont des casemates dites « permanentes ». Cinq ont été construites sur le plateau de la falaise ; quatre d'entre elles ont pour mission de servir d'abri pour un canon de marine (Regelbau M272) et la cinquième est un poste de commandement pour batteries côtières (Regelbau M262 Anton). Ces constructions sont les plus imposantes de tout le complexe.

##### LeRegelbau M262 Anton
Construit en seulement trois mois (de début mars à fin mai 1944), le poste de direction de tir (type Regelbau M262 Anton) est situé 300 mètres en avant des casemates de tir, au bord de la falaise littorale, et commandait leurs feux. Il est à demi-enterré, comprend deux niveaux et dispose d'un total de huit pièces. Pour construire ce bunker, il faut excaver 600 m3 de matériaux et la coulée de 720 m3 de béton. Il est en plus blindé avec une armature en fer,,.
L'étage supérieur, sous une dalle de béton de 70 cm d'épaisseur reposant sur quatre petit poteaux en acier, est le poste de télémétrie. Celui-ci sert à déterminer la distance de l'objectif et dispose d'une vue de 360°. Une fois la cible découverte par les guetteurs qui disposent de jumelles, l'information est transmise à l'étage inférieur. L'accès à ce niveau se fait par l'arrière via une échelle à barre métallique, comme pour les navires de guerres, ou sur le côté gauche par une passerelle.
Le rez-de-chaussée dispose de sept salles. On y accède par une seule entrée, à l'arrière, via un sas anti-gaz et de protection. Un créneau de tir est directement positionné face à l'entrée. Sous celui-ci est placée une ouverture supplémentaire pour rentrer du matériel. Ce couloir mène ensuite à la salle de calculs et de transmissions. Cette pièce devait disposer d'une grande table avec des cartes du secteur. La distance des cibles y est calculée et les coordonnées sont communiquées par téléphone aux soldats des bunkers de tirs. Plus en avant, une pièce, surélevée et accessible par quelques marches, dispose d'un créneau d'observation de plus de 180° face à la mer. Deux autres pièces étaient utilisées pour le central téléphonique (radios et transmissions) et une dernière pour le bureau des officiers,,.
Ce Regelbau M262 Anton devait être équipé du système de commande de tir alors le plus moderne parmi ceux des batteries de la côte normande. Électrique, il fournissait automatiquement les coordonnées de tir aux canons. Un équipage de six soldats était nécessaire pour la bonne coordination des informations. Ce M262 Anton à la particularité d'avoir une carte de Port-en-Bessin gravée dans le béton. Les deux tubes en métal du second niveau sortant du béton sont des supports d'antennes. Ceux-ci descendent des deux côtés de la porte d'entrée oùt sont normalement installées des prises, et si besoin, rallongeables à l'aide d'une poignée. Les radios doivent être utilisées si les câbles téléphoniques souterrains sont rompus.
En 2010-2011, une passerelle a été construite menant au poste de télémétrie.

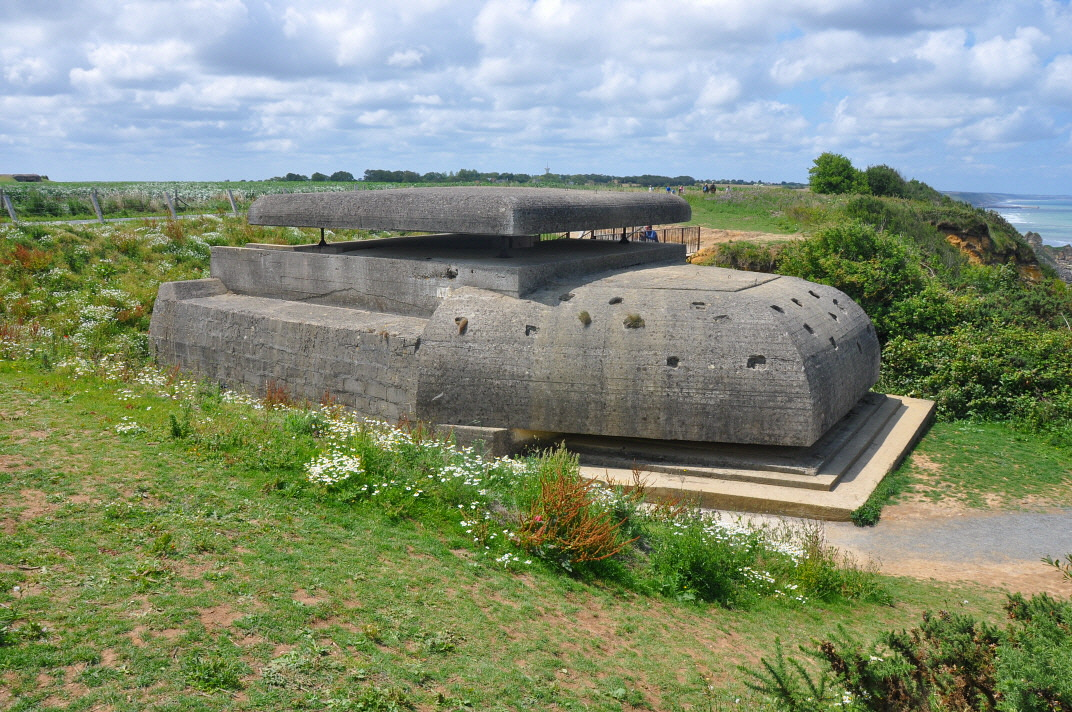
Vue de la face avant.
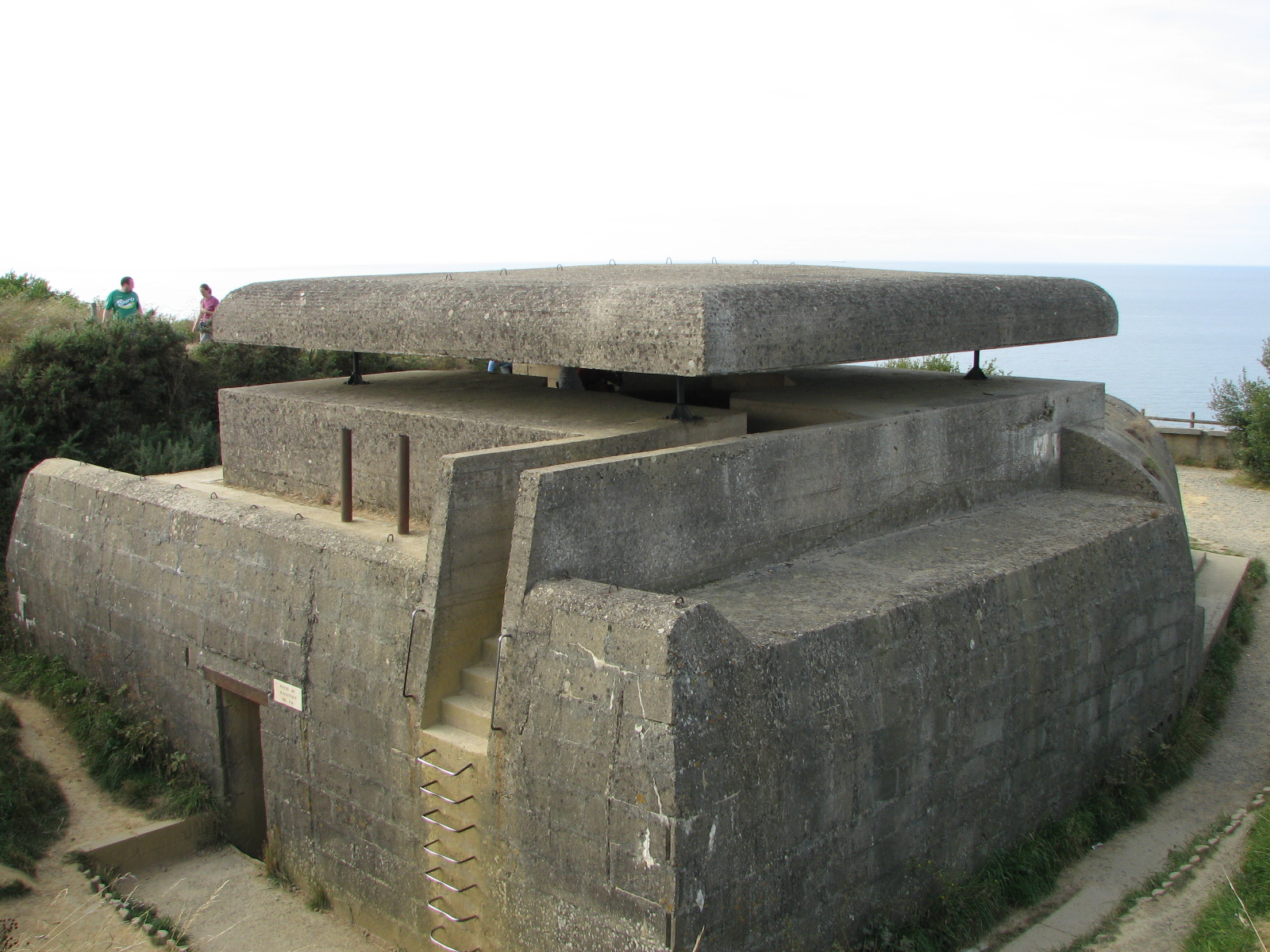
Vue de la face arrière.
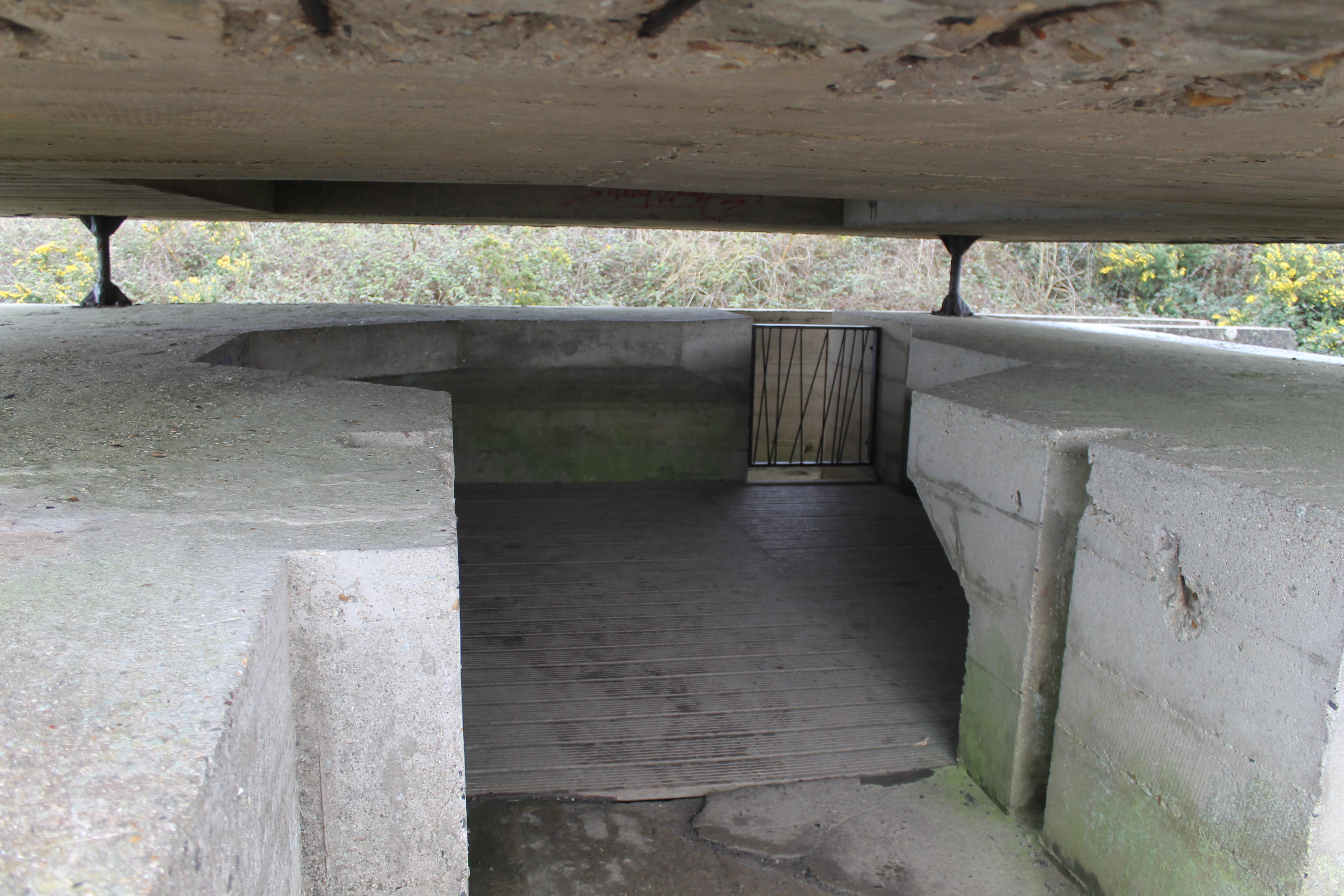
Poste de télémétrie à l'étage.
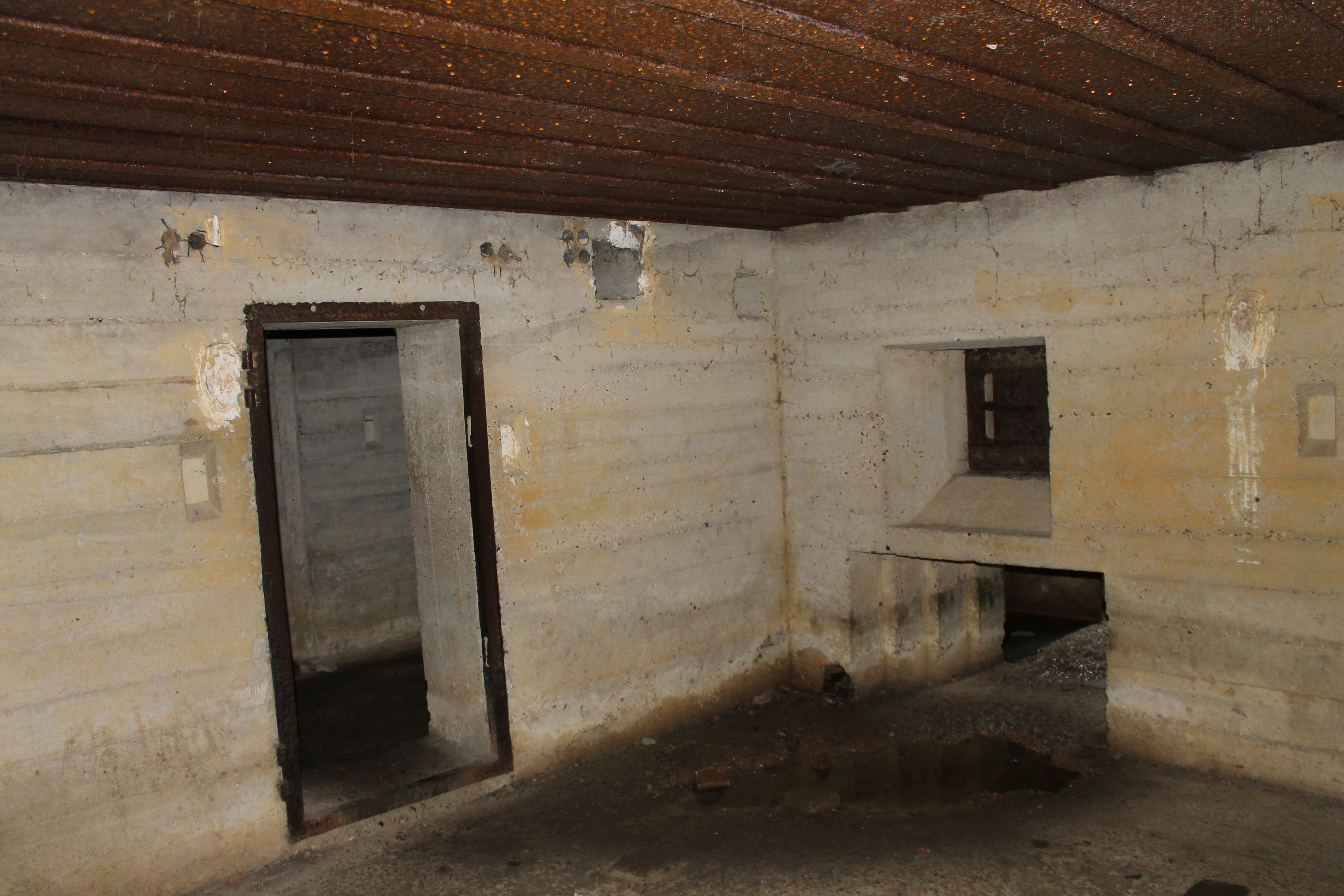
Salle de calculs avec à gauche l'accès au central téléphonique et en face le créneau de tir.

##### LesRegelbau M272
Les casemates de tir sont au nombre de quatre et sont de type Regelbau M272,.
Installées 300 mètres en arrière du haut de la falaise littorale, chacune de ces casemates abrite une pièce d'artillerie de 150 mm sur affût à pivot central. Avec des murs et un plafond en béton armé de deux mètres d'épaisseur, ces casemates permettaient une protection de l'armement et des soldats contre tout bombardement.
La construction de ces quatre M272 a duré environ 5 mois, mais en raison du manque d'outils et de matériels, les travaux sont restés lents. Le M272 dispose d'un plan relativement simple : une pièce principale disposant du canon, qui elle-même mène à un couloir d'accès à deux salles de stockage qui sont face à face pour les munitions (obus, douilles et poudres), deux niches et l'entrée arrière. La salle de tir dispose également d'un petit sous-sol permettant d'y stocker les douilles utilisées après chaque tir, aujourd'hui fermé. Les quatre casemates ne sont pas totalement identiques : deux d'entre elle ne disposent pas de niches dans le couloir d'accès et n'ont pas d'escalier à l'arrière,.
La casemate no 1, celle située le plus à l'Est, a été celle qui a subi le plus de dégâts.
La casemate no 2 a été victime d'un lourd bombardement lors du raid Allié du 27 mai 1944, notamment par un tir direct qui a percé la dalle de toit et à fortement ébranlé la structure, laissant sa façade Ouest contenant les munitions détruit. Les allemands n'ont pas eu le temps d'effectuer les réparations avant le Jour J. Les stigmates sont encore bien visibles aujourd'hui.
Les casemates no 3 et 4 n'ont pas, ou très peu, subi de dégâts.

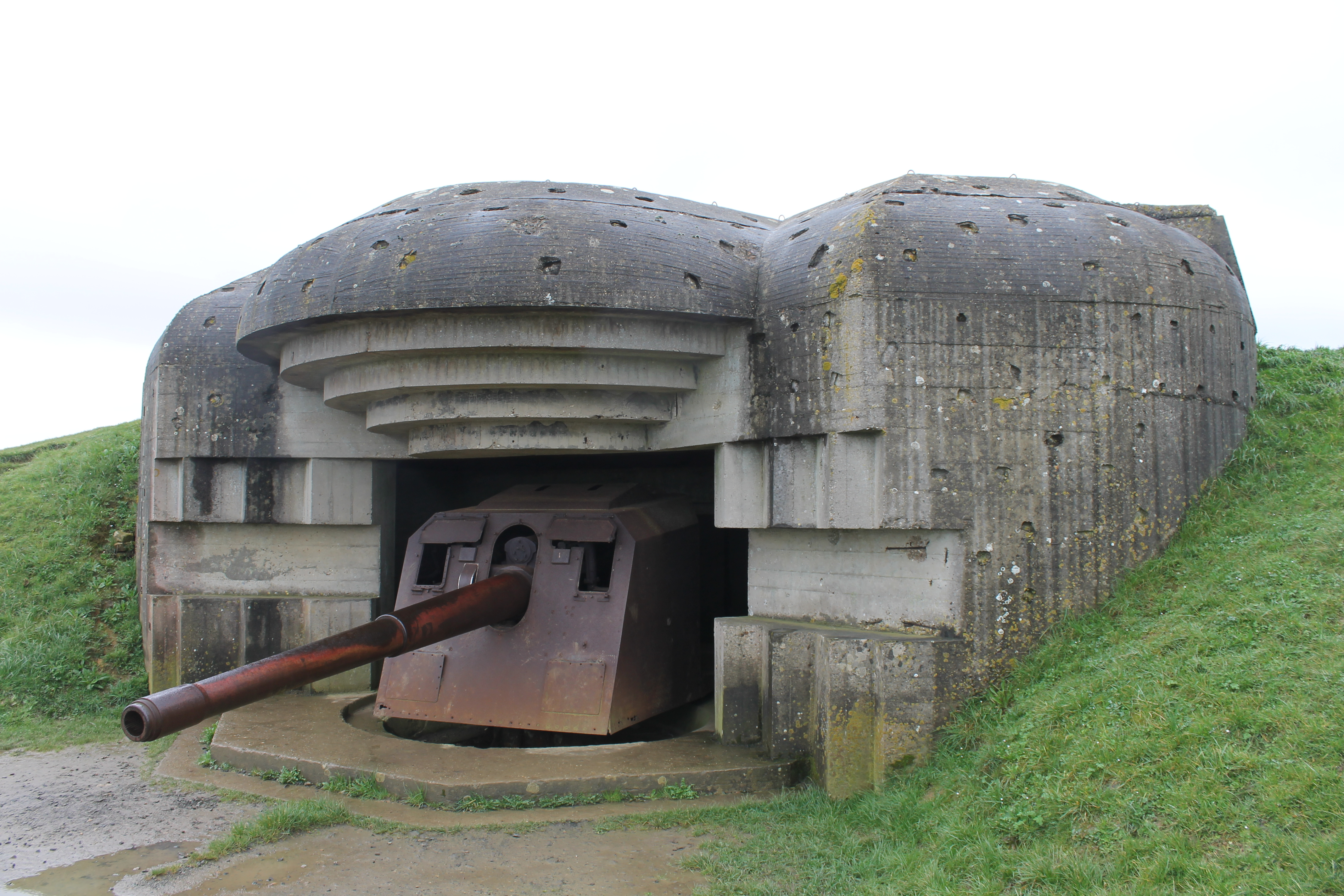
Vue de la face avant.
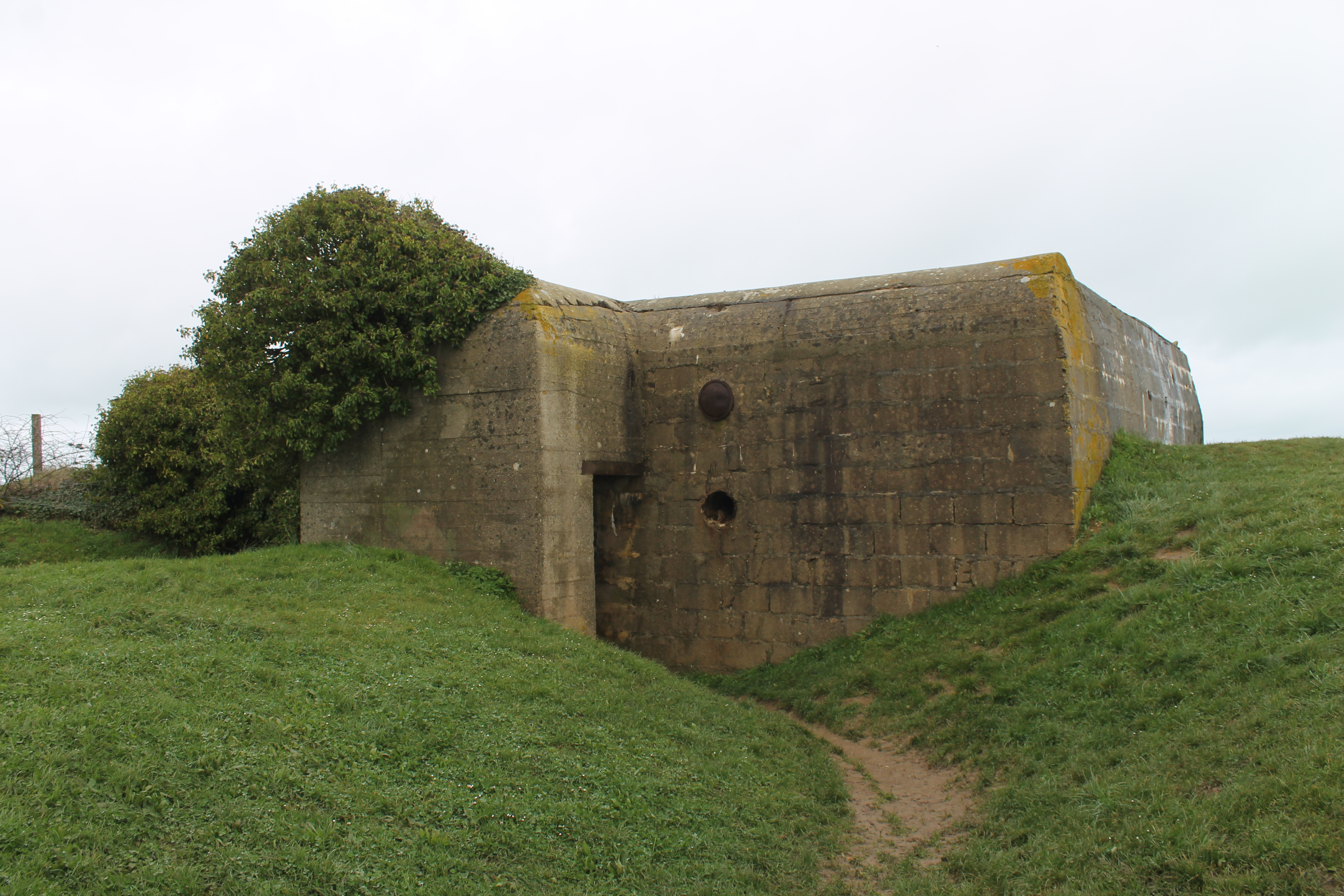
Vue de la face arrière.
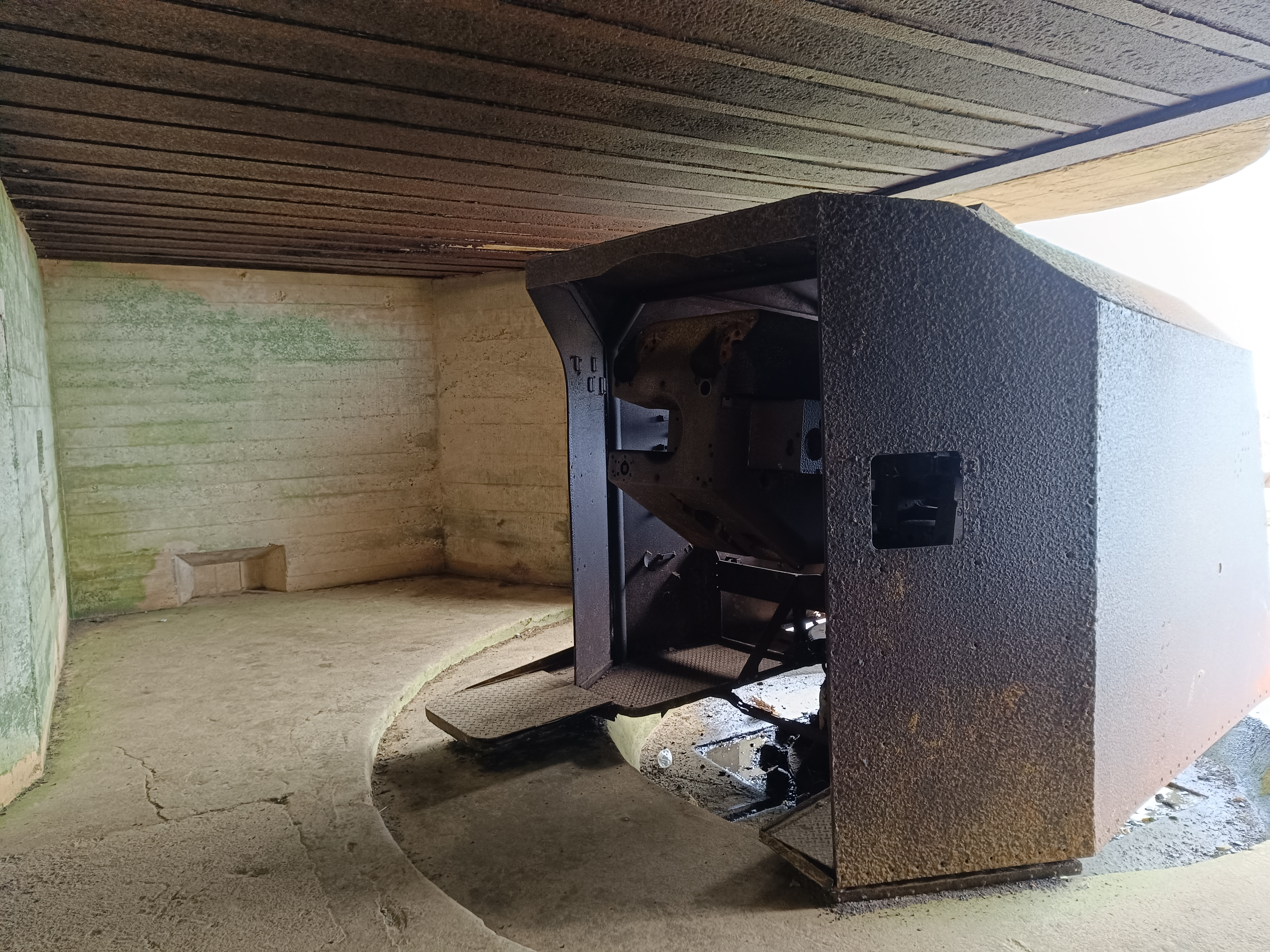
Salle de tir avec un canon.
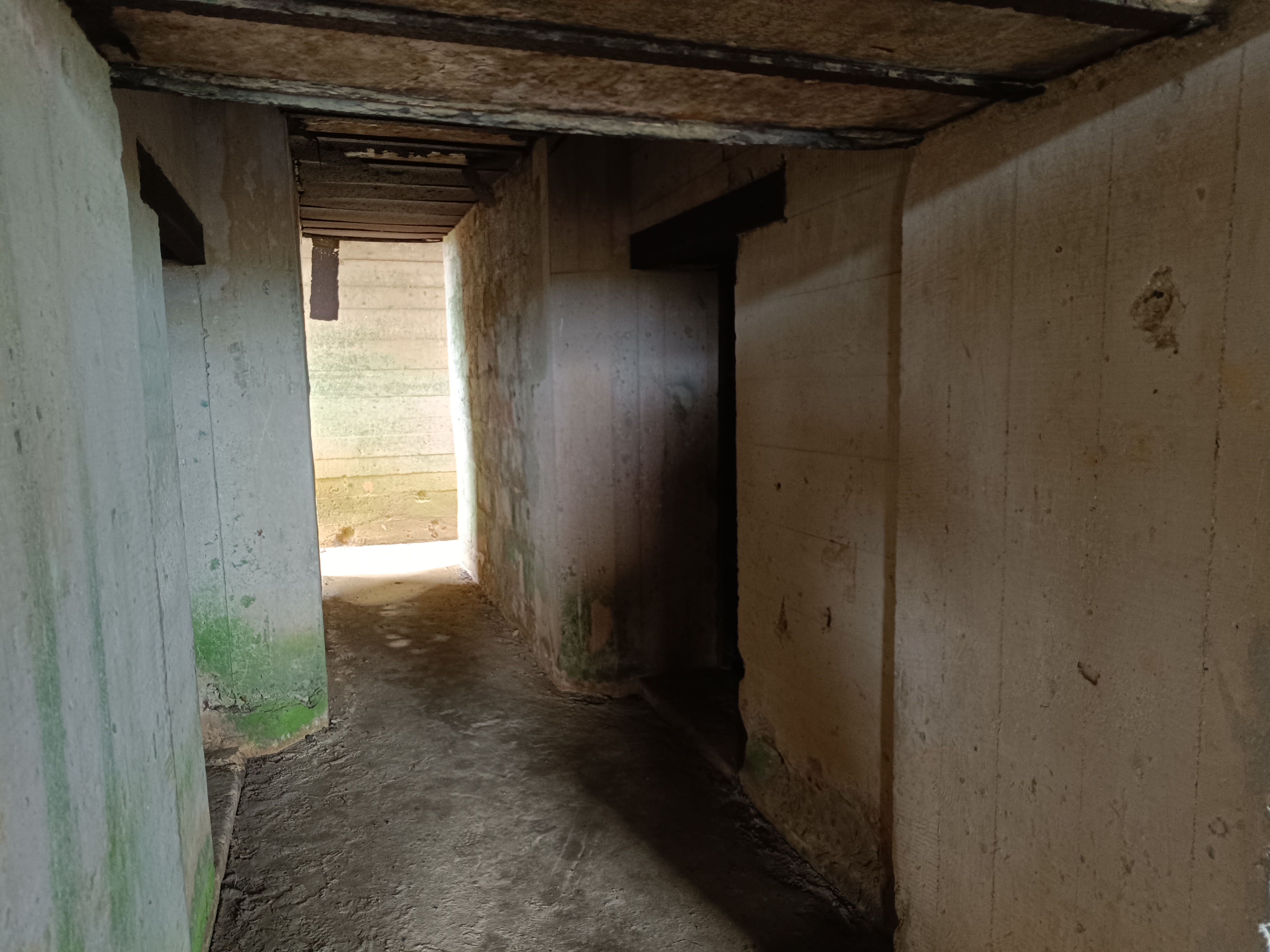
Couloir menant aux salles de stockage de munitions.

#### ConstructionsVerstärkt feldmässiger Ausbau
Les constructions Verstärkt feldmässiger Ausbau (abrégé en Vf) sont des casemates dite « de campagne renforcée ». Celles-ci concernent les abris et les tobrouk.
Le site dispose de douze abris de type Vf. Ils ont comme rôle de servir de stockage des munitions mais également d'abris pour les soldats du site. Durant l'occupation allemande, ils étaient accessibles via un réseau de tranchées et pouvaient être recouverts d'herbe en guise de camouflage. Les douze abris sont identiques et, pour la plupart, disposent de deux entrées. Ils possèdent deux salles pour une surface totale d'environ 17 m2. La seconde pièce dispose d'un placard de stockage à l'arrière. Les murs et le toit ont une épaisseur d'environ 1 m. Cinq autres étaitent en construction mais n'ont pas été fini avant le débarquement Allié. Aujourd'hui, ces douze abris sont toujours présents mais la plupart non entretenus.
De nombreux tobrouk sont aussi construits sous deux types différents. Le premier, le plus commun et construit en très grand nombre par l'armée allemande, est le type Vf 58c. Ils sont au nombre de quinze sur le site et permettaient d'accueillir un homme avec une mitrailleuse lourde avec ses munitions. Ils sont principalement disposés autour du site, sont également non entretenus et visibles selon la végétation. Un autre tobrouk est de construction différente, de type Ic 124, quasi-semblable au Vf 61. Ceux-ci permettaient de tirer au mortier et disposent d'une pièce annexe en plus de l'embrasure de tir. Il ce situe au Nord à environ 70 m du bunker de commandement de tir.
Deux tobrouk Vf 58c et le Ic 124 ont été construits avant les autres constructions. Le Ic 124 porte la date du 26 décembre 1942, gravée dans le béton par un certain « P. Muttz » accompagné de gravure rupestre de chevaux,.

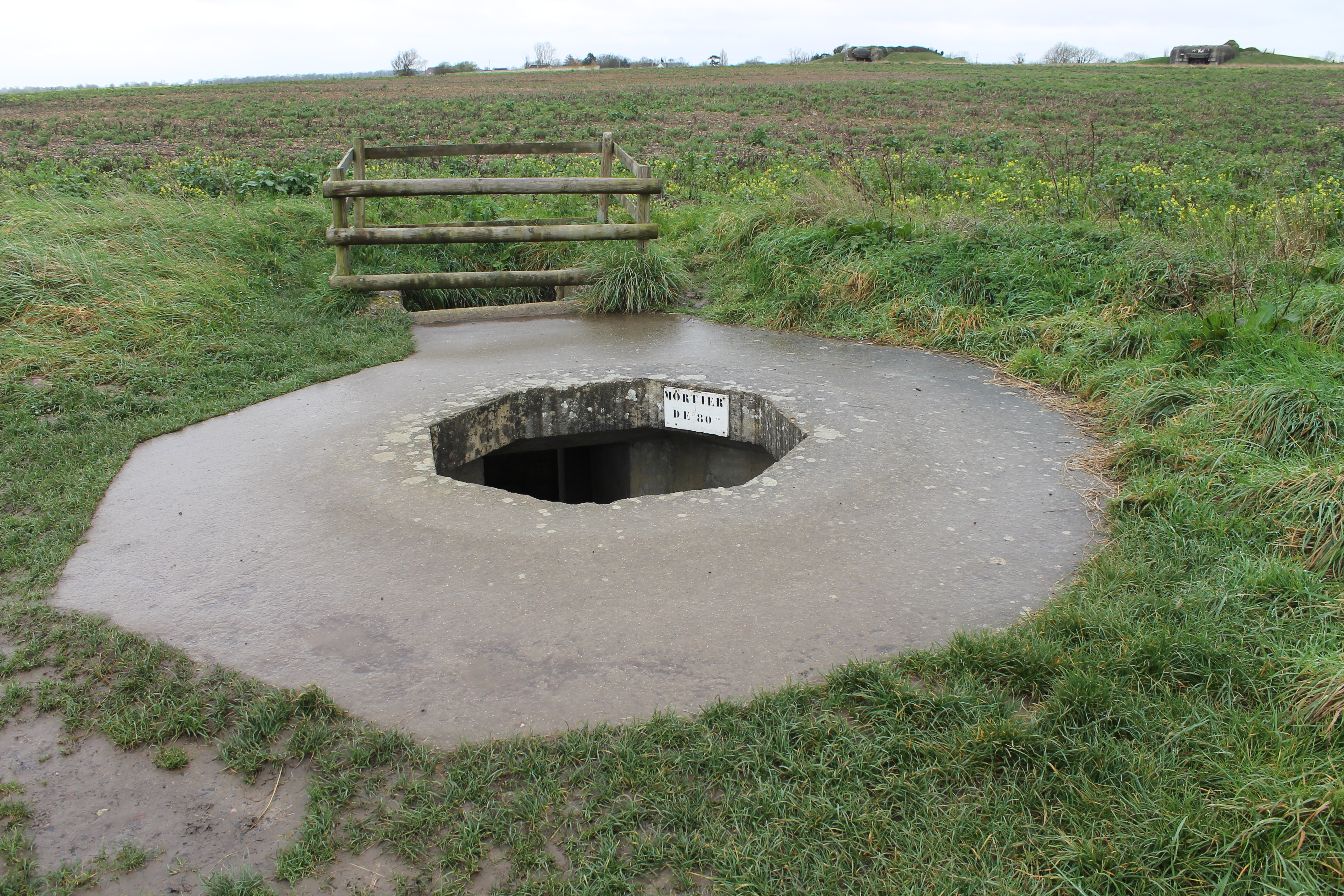
Tobrouk Ic 124 pour mortier de 80 mm.
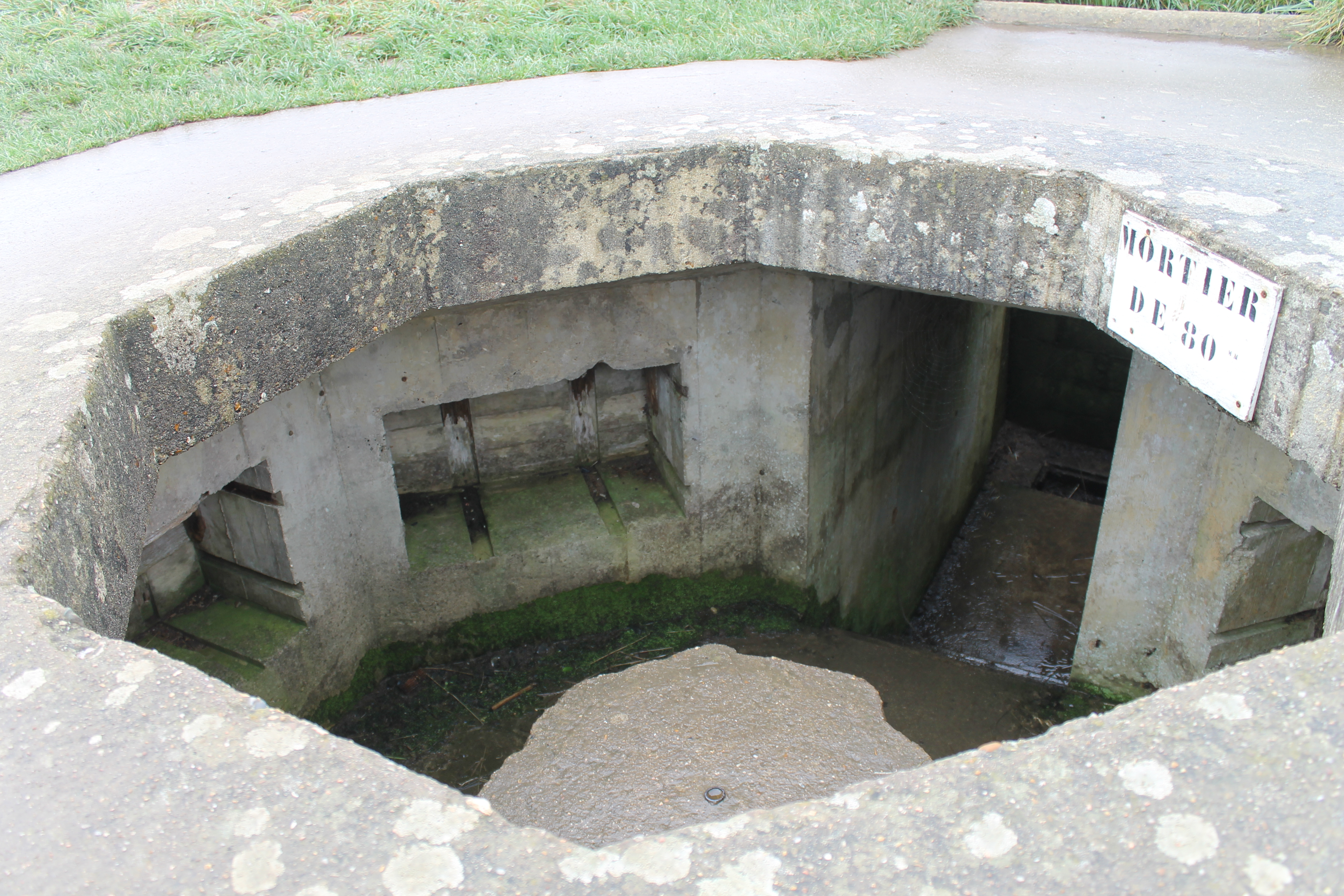
Embrasure hexagonale du Ic 124 et sa chambre de tir disposant de niches pour les munitions.

#### Autres constructions

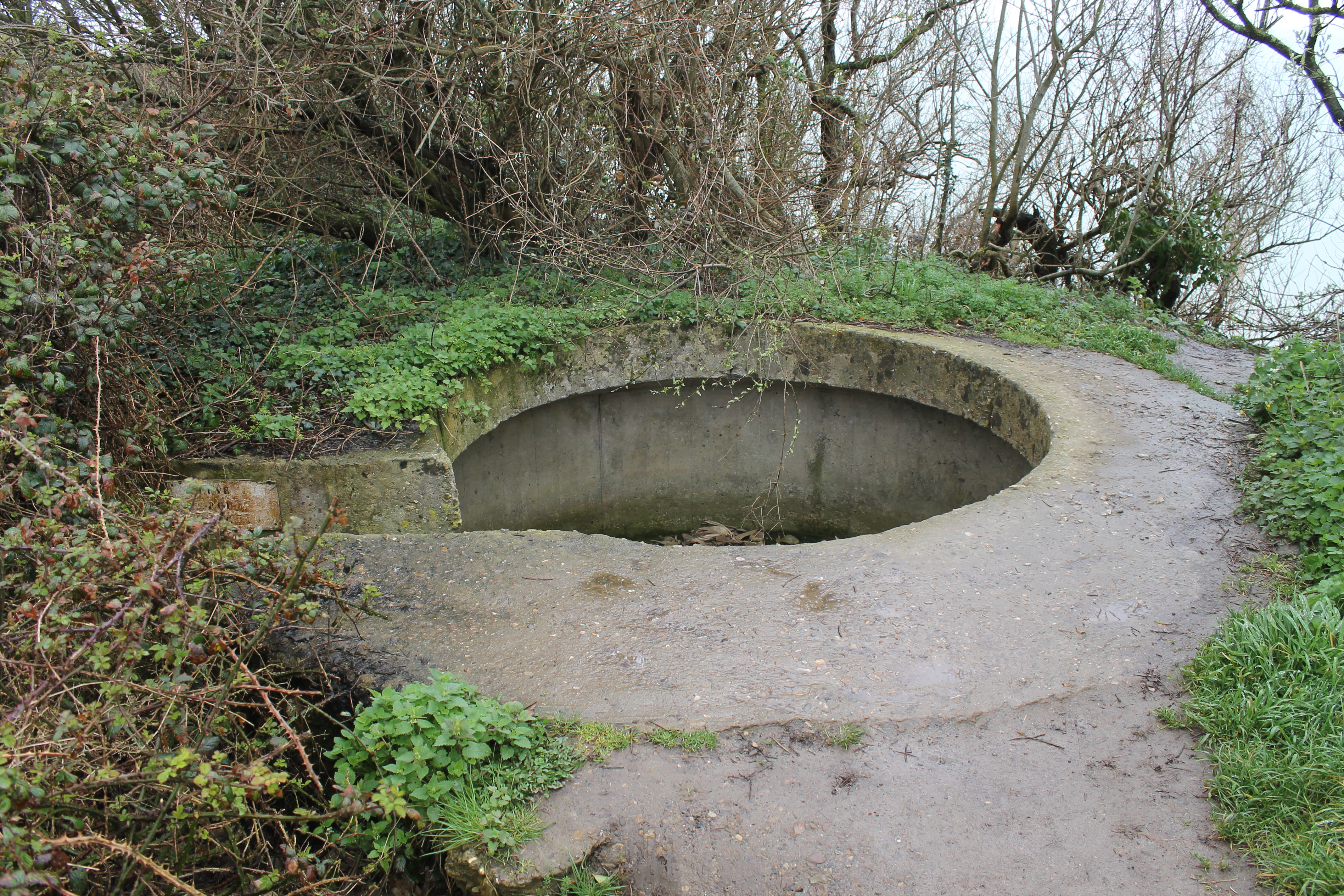
Encuvement non protégé pour canon antiaérien.

Le site dispose également de trois encuvements non protégés. Ils étaient équipés de canons antiaériens, sont situés à l'Ouest du bunker de commandement,.
Des tranchées de protection permettant de relier les différentes installations ont été creusées. Ainsi, les soldats pouvaient se déplacer même lorsque les canons tiraient. Tout autour de la batterie était installée une ceinture de fils barbelés. Après cette ceinture, des champs de mines terrestres ont également été mis en place.

### L'armement

#### Les canons torpilleurs

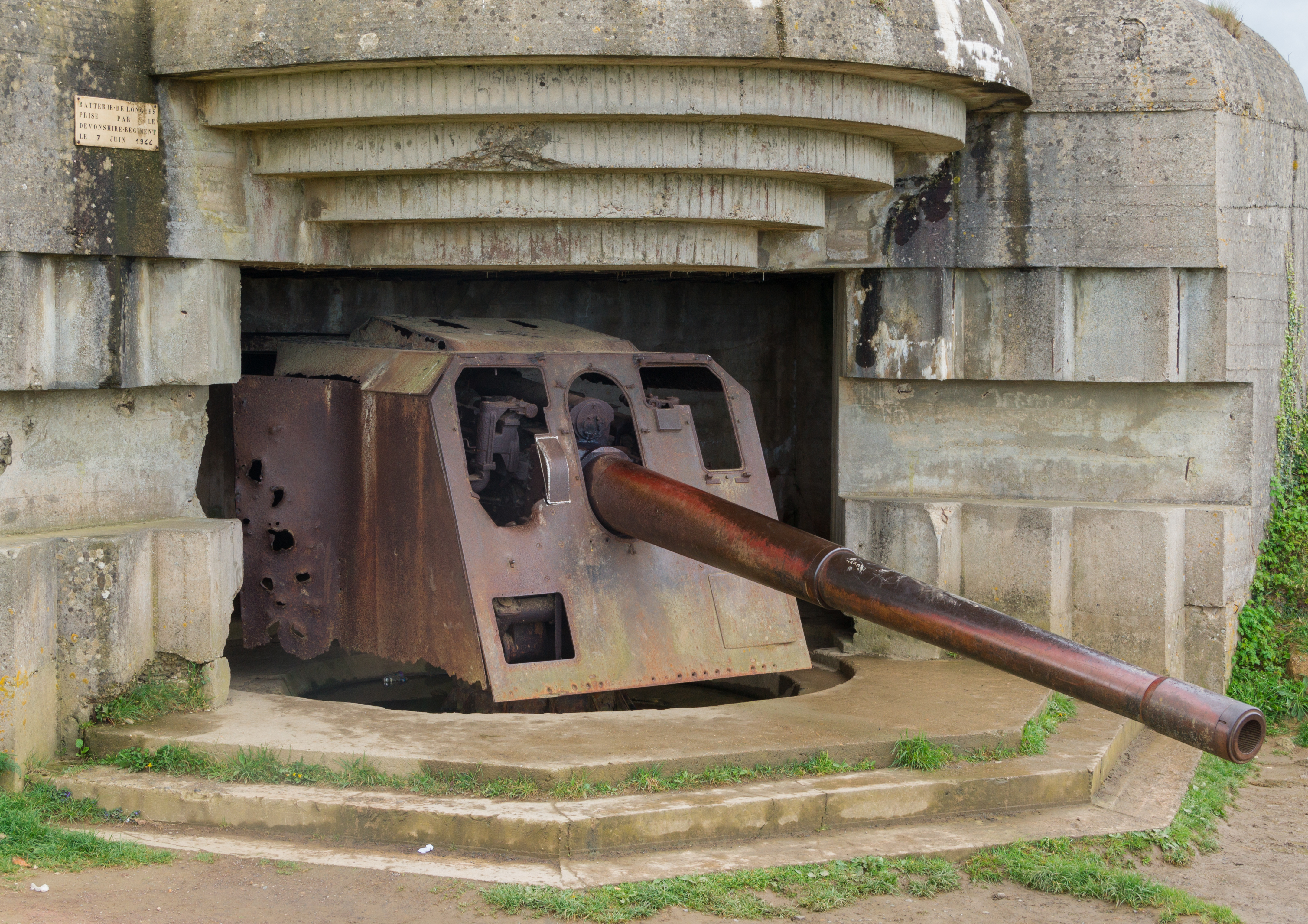
L'un des quatre canon C/36 de Longues-sur-Mer avec une élévation de -4 °.

Les casemates de tirs Regelbau M272 sont chacune dotées d'une pièce d'artillerie Torpedobootskanone C/36 (canon torpilleur C/36). Scellées au sol, ces canons sont principalement utilisés sur des destroyers et torpilleurs allemands de Classes Z ou T. Ils sont conçu par l'entreprise allemande Krupp.
Lors de la mise en fonction de la batterie d'artillerie, les quatre canons sont installés sur des tourelles et les occupants sont protégées sous un masque de blindage d'une épaisseur de 6 à 10 mm. Celui-ci dispose de volets d'observations sur la face avant, et chaque canon est équipé de deux lunettes de visée de type Zeiss Zielfernrohr B.Z.C/2. Il se révéleront très importantes durant la bataille du jour du débarquement, puisque le bunker de commandement n'avait pas encore reçu ses appareils de calcul lui permettant de diriger efficacement les tirs.
Pour effectuer un tir, les soldats insèrent un obus dans le canon avec un écouvillon, puis la douille est remplie de poudre et est introduite à la suite, puis la culasse est obturée. La manipulation de chaque canon se fait via des petits volants et un système d'engrenage, permettant une direction de 360° et une élévation de −4° à +40°. La portée maximale de tir est de 19 525 m. Le poids de chaque obus est de 40 kg (sans douille ni poudre) et la cadance de tir d'un canon est de un coup par minute. Si les soldats de la batterie effectuaient des tirs parfaitement cadencés avec les quatre canons, celle-ci pouvait donc se réduire à un tir toutes les 15 secondes ; donc sur une durée d'une heure, 240 tirs.
Le poids d'une pièce de tir (tube, culasse et système mécanique) est de 7 200 kg ; le masque de blindage seul fait un poids de 8 900 kg ; soit le poids total de chaque élément est de 16 100 kg.
Les quatre pièces d'artillerie TbtsK C/36 sont numérotés et gravés :
- Regelbau M272 no 1 : canon no 199 ;
- Regelbau M272 no 2 : canon no 200 ;
- Regelbau M272 no 3 : canon no 261 ;
- Regelbau M272 no 4 : canon no 262.

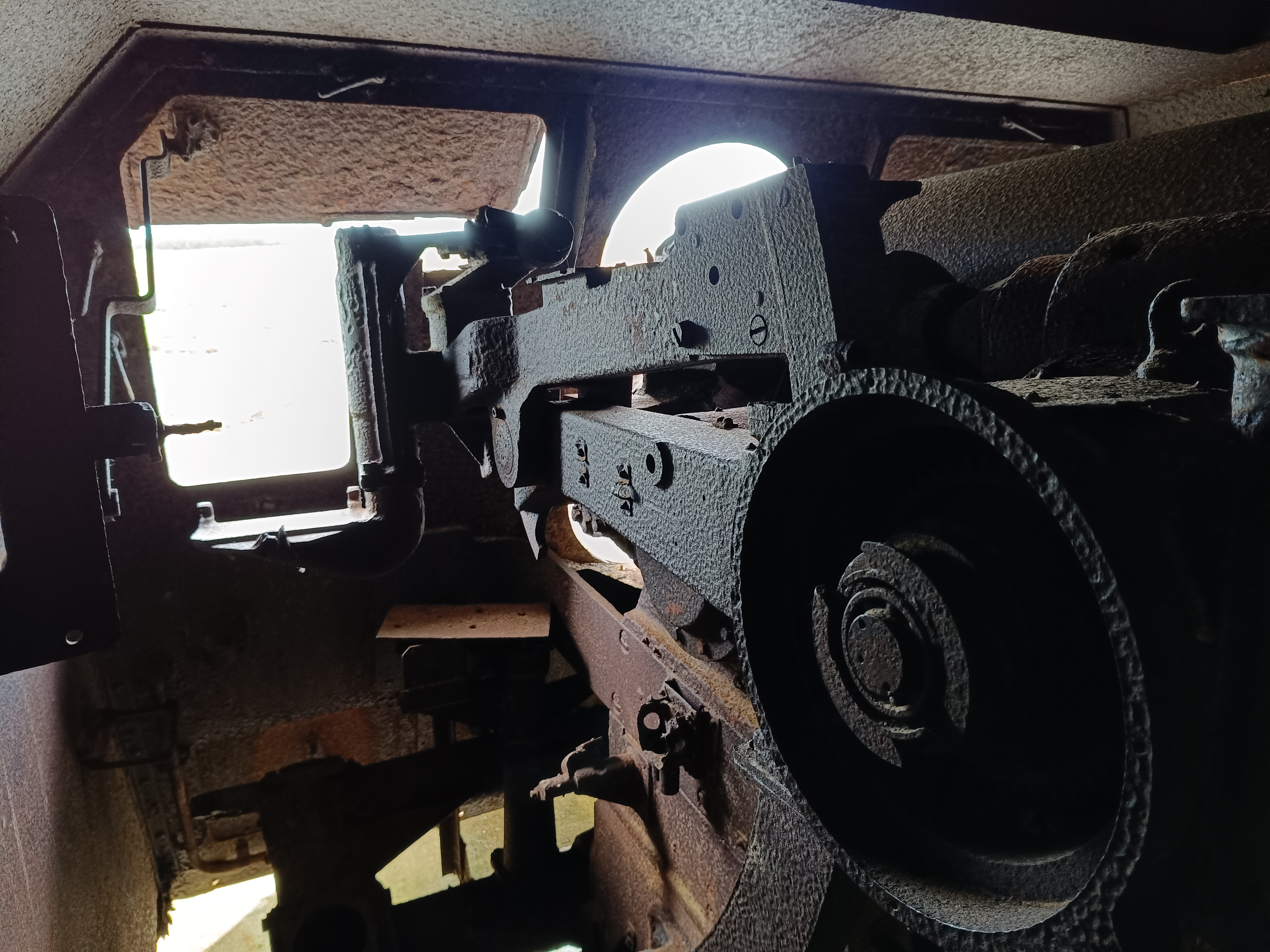
Vue de la position de tir gauche.
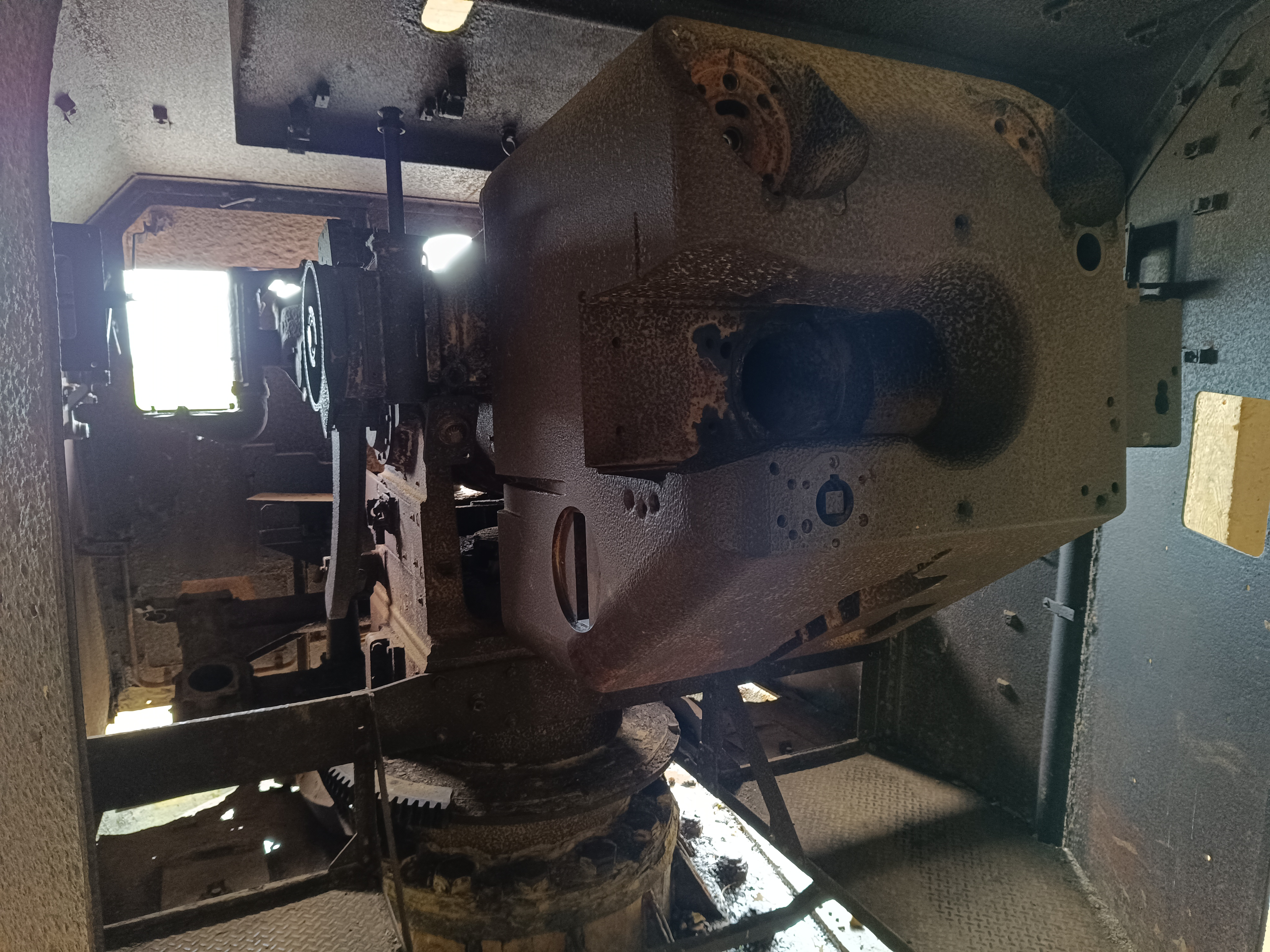
Détail de la culasse.
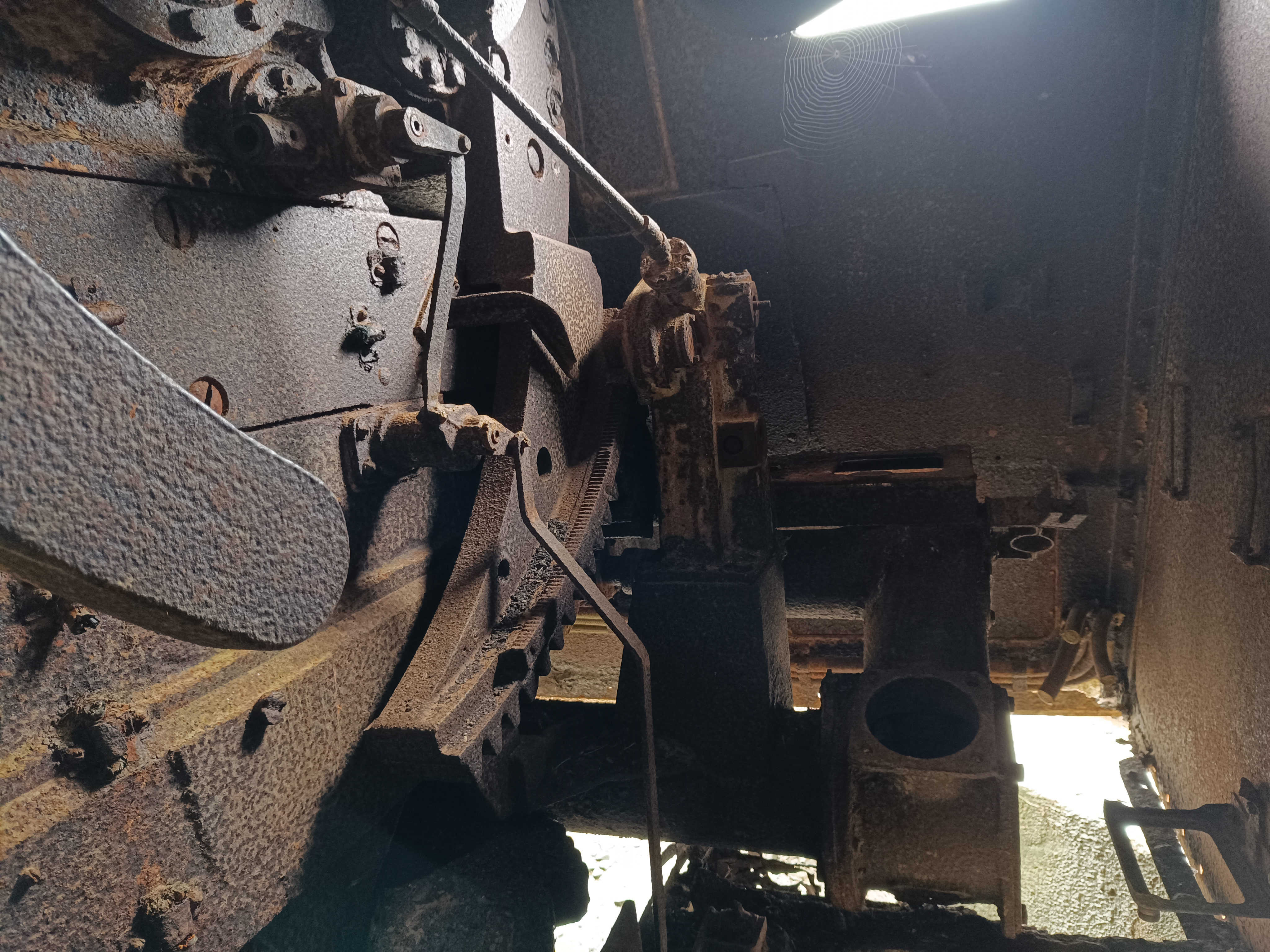
Détail de l'engrenage d'élévation.
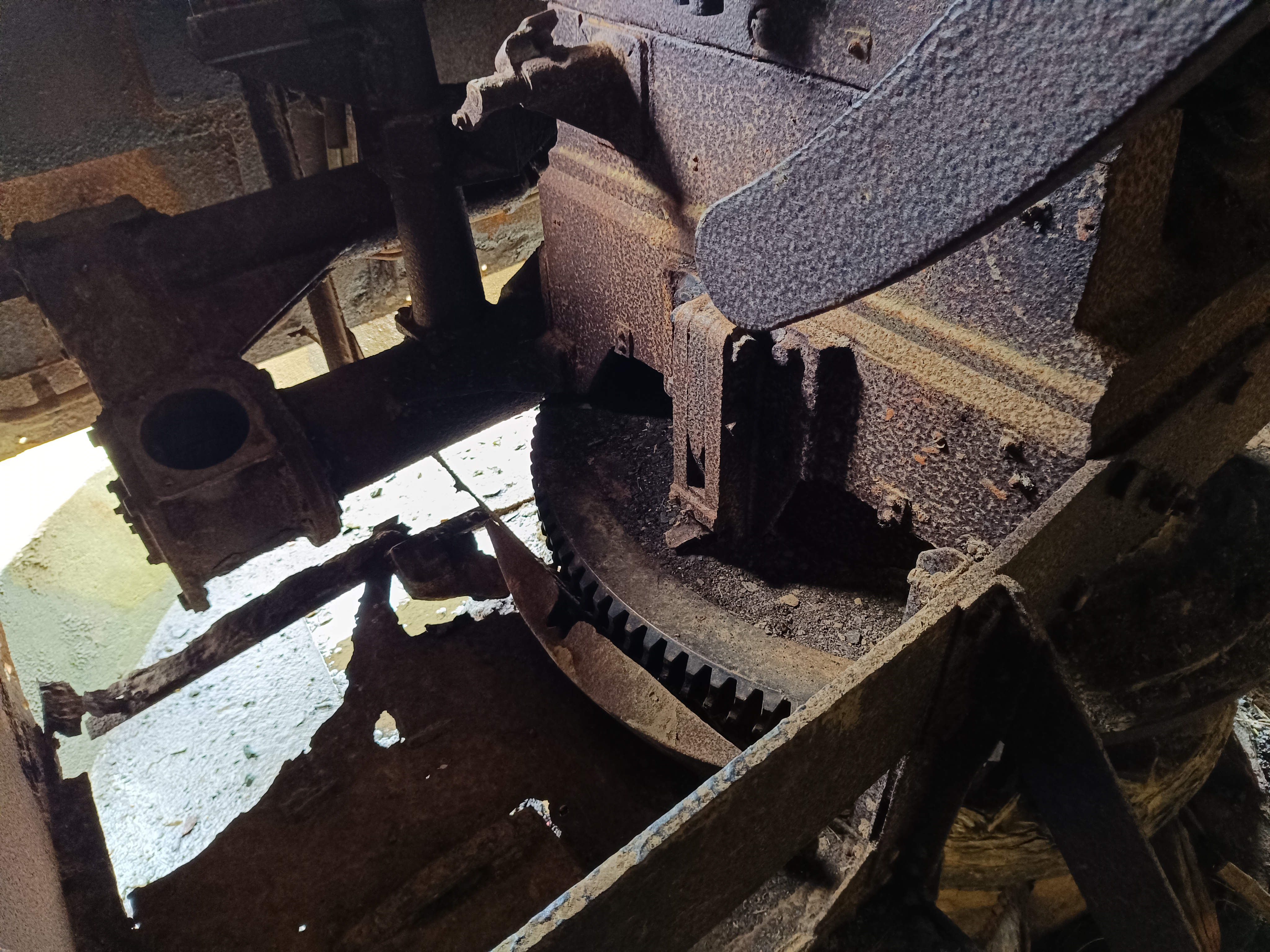
Détail de l'engrenage de direction.

#### Les autres armes

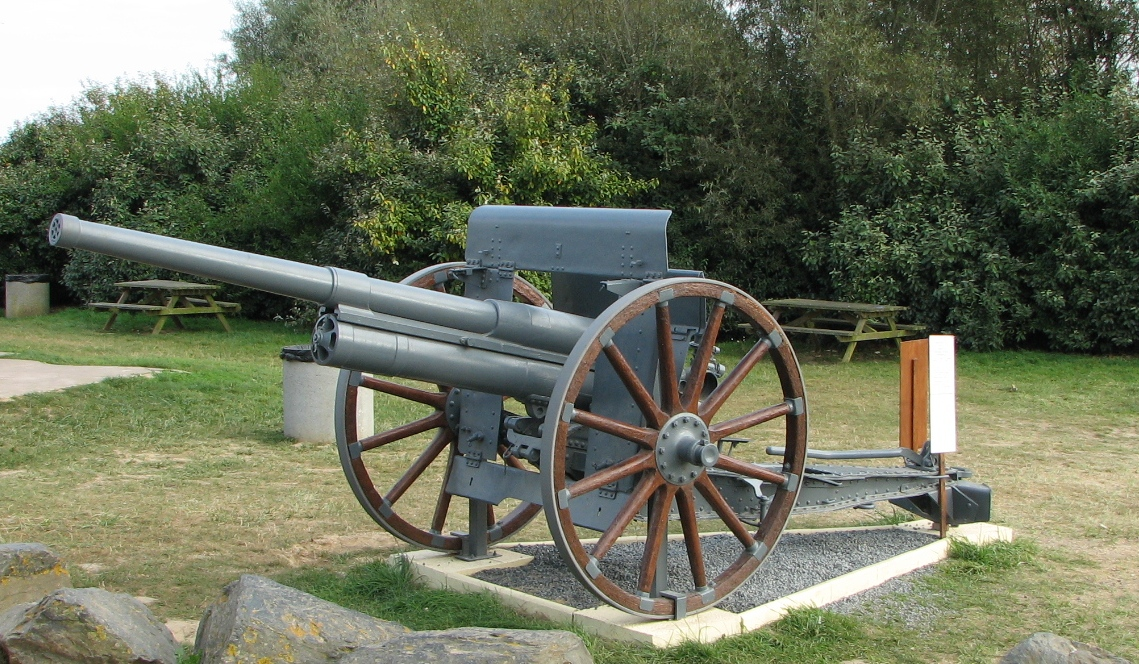
Canon soviétique KF 265/2 (r) de Longues-sur-Mer.

Le site disposait de pièces d'artilleries telles qu'un canon K 370 (b) utilisé comme matériel d'éclairage. Celui-ci était positionné à environ 170 m à l'Est du bunker de commandement de tir.
Étaient également en place, deux canons de campagne FK 295/2 (r) de l'artillerie divisionnaire soviétique récupéré durant la Première Guerre mondiale par les Allemands. Ceux-ci ont été mis en place au Sud de la batterie d'artillerie. L'un des deux est encore présent sur le site et a été restauré.
Les soldats disposaient de trois canons mitrailleurs Flak 28 Oerlikon (MG FF) contre l'aviation alliée. Ceux-ci étaient mis en place dans des encuvements non protégés à l'Ouest du bunker de commandement de tir.
Le site était équipé de mitrailleuses moyennes Maschinengewehr 34 ou 42 ainsi que de deux mortiers Granatwerfer 210 (f) de 5 cm ou Granatwerfer 34 de 8 cm, le tout pour une quinzaine de bunkers individuels enterrés,.

## Érosion de la falaise et impact sur le site

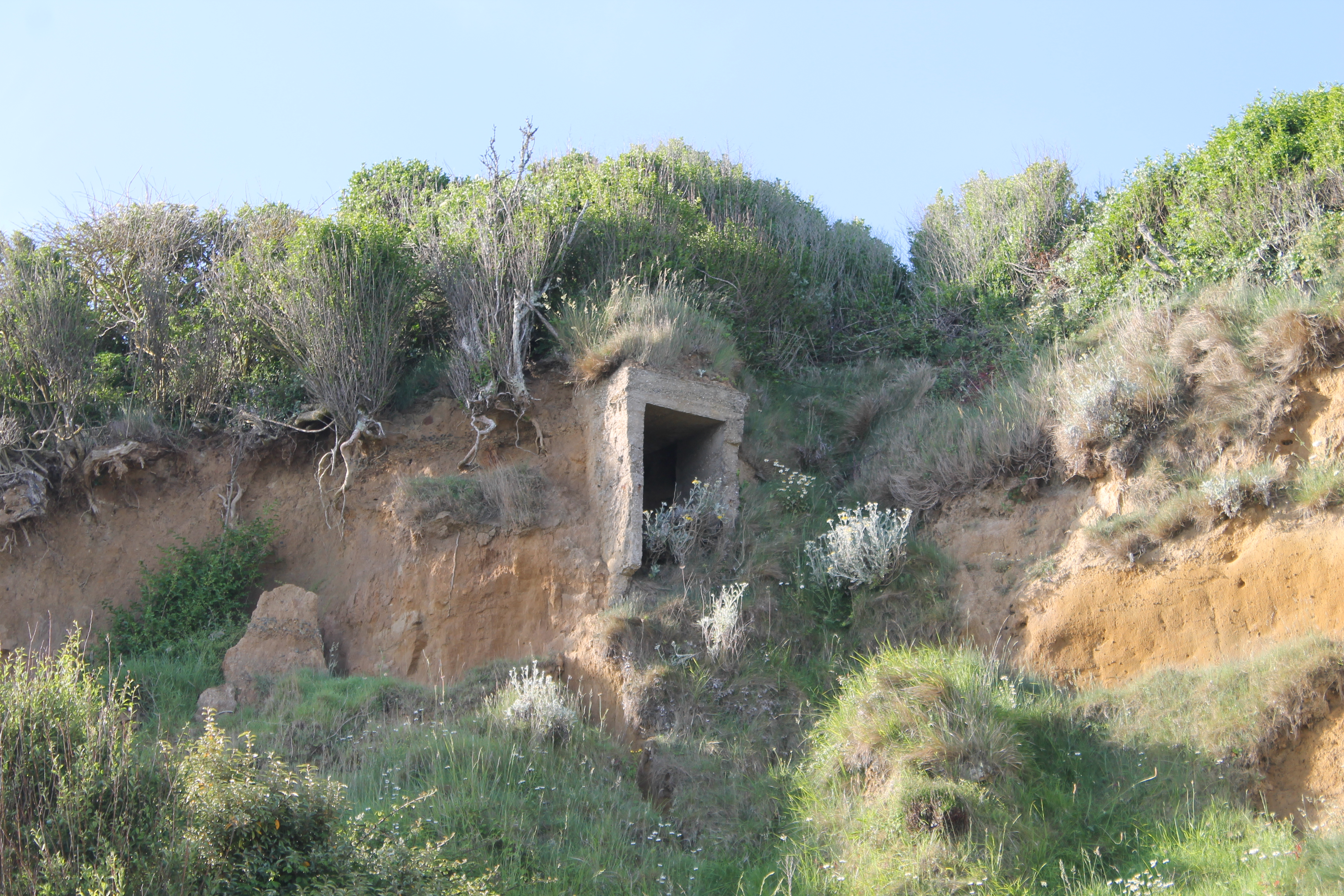
Exemple d'érosion d'une falaise avec l'entrée d'une casemate.

L'érosion littorale correspond à un phénomène naturel lié à l'action conjointe de la mer, du vent et de la pluie. Celle-ci à un impact sur le site de la batterie de Longues-sur-Mer. Depuis plusieurs décennies, la falaise s'érode petit à petit. Une étude menée par le CEREMA a mis en évidence la dangerosité de certaines portions de falaises. Elle préconise des distances de recul du sentier littoral pouvant aller jusqu'à plus de 25 mètres.
Le bunker de commandement, type Regelbau M262 Anton, est fermé definitivement au public depuis avril 2025 pour la sécurité. Cette décision a été prise par le Conservatoire du Littoral, en concertation avec l'intercom de Bayeux et le département du Calvados. L'érosion de la falaise menace l'édifice et les chandelles qui supportent la grosse dalle en béton du premier niveau ont rouillées et sont fragilisés. À moyen ou long terme, cette casemate s'écroulera,,,.

## Dans la culture populaire
Le poste de direction de tir de la batterie de Longues-sur-Mer, ainsi que les batteries avoisinantes ont servi de décor à l'une des scènes du film Le Jour le plus long (1962) dans laquelle le major Werner Pluskat (en) de la 352e division d'infanterie est un des premiers témoins oculaires de l'arrivée de l'armada alliée. Lorsqu'il voit des milliers d'embarcations à la jumelle, il s'exclame « Mein Gott ! Die Invasion ! Sie kommen ! ».
En 2005, la Monnaie de Paris lance une production de jeton touristique à l'effigie de la batterie d'artillerie de Longues-sur-Mer. Le côté pile représente une casemate Regelbau 272 avec son canon, et le côté face dispose du logo de la Monnaie de Paris. Celle-ci, en édition limité de 5 000 exemplaires a un indice de rareté Numista de 89/100.